# Liste des matchs de l'équipe d'Autriche de football par adversaire
Cette liste présente les matchs de l'équipe d'Autriche de football depuis son premier match en 1904 par adversaire rencontré. Lorsqu'une rivalité footballistique particulière existe entre l'Autriche et un autre pays, une page spécifique peut être proposée.
- Haut – A
- B
- C
- D
- E
- F
- G
- H
- I
- J
- K
- L
- M
- N
- O
- P
- Q
- R
- S
- T
- U
- V
- W
- X
- Y
- Z

## A

### Albanie
Confrontations entre l'Albanie et l'Autriche :
| Date              | Lieu   | Match              | Score | Compétition                                                   |
| 15 novembre 1980  | Vienne | Autriche - Albanie | 5-0   | Éliminatoires de la Coupe du monde 1982 (zone Europe - Gr. 1) |
| 6 décembre 1980   | Tirana | Albanie - Autriche | 0-1   | Éliminatoires de la Coupe du monde 1982 (zone Europe - Gr. 1) |
| 22 septembre 1982 | Vienne | Autriche - Albanie | 5-0   | Éliminatoires du Championnat d'Europe 1984 (Groupe 6)         |
| 8 juin 1983       | Tirana | Albanie - Autriche | 1-2   | Éliminatoires du Championnat d'Europe 1984 (Groupe 6)         |
| 15 octobre 1986   | Graz   | Autriche - Albanie | 3-0   | Éliminatoires du Championnat d'Europe 1988 (Groupe 1)         |
| 29 avril 1987     | Tirana | Albanie - Autriche | 0-1   | Éliminatoires du Championnat d'Europe 1988 (Groupe 1)         |

Bilan
- Total de matchs disputés : 6
- Victoires de l'équipe d'Autriche : 6
- Matchs nuls : 0
- Victoires de l'équipe d'Albanie : 0
- Total de buts marqués par l'équipe d'Autriche : 17
- Total de buts marqués par l'équipe d'Albanie : 1

### Algérie
Confrontations entre l'équipe d'Algérie de football et l'équipe d'Autriche de football en matchs officiels :
| Date         | Lieu   | Match              | Score | Compétition                    |
| 21 juin 1982 | Oviedo | Algérie - Autriche | 0-2   | Coupe du monde 1982 (1er tour) |

Bilan partiel
- Total de matchs disputés : 1
- Victoires de l'équipe d'Autriche : 1
- Victoires de l'équipe d'Algérie : 0
- Matchs nuls : 0

### Allemagne
Confrontations entre l'équipe d'Autriche de football et l'équipe d'Allemagne de football en matchs officiels :
| Date              | Lieu                               | Match                | Score | Compétition                                  |
| 7 juin 1908       | Vienne Autriche                    | Autriche - Allemagne | 3-2   | Match amical                                 |
| 9 octobre 1911    | Dresde Allemagne                   | Allemagne - Autriche | 1-2   | Match amical                                 |
| 29 juin 1912      | Solna Suède                        | Autriche - Allemagne | 5-1   | Jeux olympiques de 1912 (1er tour)           |
| 26 septembre 1920 | Vienne Autriche                    | Autriche - Allemagne | 3-2   | Match amical                                 |
| 5 mai 1921        | Dresde Allemagne                   | Allemagne - Autriche | 3-3   | Match amical                                 |
| 23 avril 1922     | Vienne Autriche                    | Autriche - Allemagne | 0-2   | Match amical                                 |
| 13 janvier 1924   | Nuremberg Allemagne                | Allemagne - Autriche | 4-3   | Match amical                                 |
| 24 mai 1931       | Berlin Allemagne                   | Allemagne - Autriche | 0-6   | Match amical                                 |
| 14 septembre 1931 | Vienne Autriche                    | Autriche - Allemagne | 5-0   | Match amical                                 |
| 7 juin 1934       | Naples Italie                      | Allemagne - Autriche | 3-2   | Coupe du monde 1934 (Match pour la 3e place) |
| 23 septembre 1951 | Vienne Autriche                    | Autriche - RFA       | 0-2   | Match amical                                 |
| 22 mars 1953      | Cologne Allemagne de l'Ouest       | RFA - Autriche       | 0-0   | Match amical                                 |
| 30 juin 1954      | Bâle Suisse                        | RFA - Autriche       | 6-1   | Coupe du monde 1954 (Demi-finale)            |
| 10 mars 1957      | Vienne Autriche                    | Autriche - RFA       | 2-3   | Match amical                                 |
| 19 novembre 1958  | Berlin Ouest Allemagne de l'Ouest  | RFA - Autriche       | 2-2   | Match amical                                 |
| 9 octobre 1965    | Stuttgart Allemagne de l'Ouest     | RFA - Autriche       | 4-1   | Match amical                                 |
| 13 octobre 1968   | Vienne Autriche                    | Autriche - RFA       | 0-2   | (Qualifications pour la Coupe du monde 1970) |
| 10 mai 1969       | Nuremberg Allemagne de l'Ouest     | RFA - Autriche       | 1-0   | (Qualifications pour la Coupe du monde 1970) |
| 21 septembre 1969 | Vienne Autriche                    | Autriche - RFA       | 1-1   | Match amical                                 |
| 10 novembre 1973  | Hanovre Allemagne de l'Ouest       | RFA - Autriche       | 4-0   | Match amical                                 |
| 3 septembre 1975  | Vienne Autriche                    | Autriche - RFA       | 0-2   | Match amical                                 |
| 21 juin 1978      | Córdoba Argentine                  | Autriche - RFA       | 3-2   | Coupe du monde 1978 (Second tour - Groupe 1) |
| 2 avril 1980      | Munich Allemagne de l'Ouest        | RFA - Autriche       | 1-0   | Match amical                                 |
| 29 avril 1981     | Hambourg Allemagne de l'Ouest      | RFA - Autriche       | 2-0   | (Qualifications pour la Coupe du monde 1982) |
| 14 octobre 1981   | Vienne Autriche                    | Autriche - RFA       | 1-3   | (Qualifications pour la Coupe du monde 1982) |
| 25 juin 1982      | Gijón Espagne                      | RFA - Autriche       | 1-0   | Coupe du monde 1982 (Groupe 2)               |
| 27 avril 1983     | Vienne Autriche                    | Autriche - RFA       | 0-0   | (Qualifications pour l'Euro 1984)            |
| 5 octobre 1983    | Gelsenkirchen Allemagne de l'Ouest | RFA - Autriche       | 3-0   | (Qualifications pour l'Euro 1984)            |
| 29 octobre 1986   | Vienne Autriche                    | Autriche - RFA       | 4-1   | Match amical                                 |
| 18 novembre 1992  | Nuremberg Allemagne                | Allemagne - Autriche | 0-0   | Match amical                                 |
| 2 juin 1994       | Vienne Autriche                    | Autriche - Allemagne | 1-5   | Match amical                                 |
| 18 mai 2002       | Leverkusen Allemagne               | Allemagne - Autriche | 6-2   | Match amical                                 |
| 18 août 2004      | Vienne Autriche                    | Autriche - Allemagne | 1-3   | Match amical                                 |
| 16 juin 2008      | Vienne Autriche                    | Autriche - Allemagne | 0-1   | Euro 2008                                    |
| 3 juin 2011       | Vienne Autriche                    | Autriche - Allemagne | 1-2   | Qualifications pour l'Euro 2012              |
| 2 septembre 2011  | Gelsenkirchen Allemagne            | Allemagne - Autriche | 6-2   | Qualifications pour l'Euro 2012              |
| 11 septembre 2012 | Vienne Autriche                    | Autriche - Allemagne | 1-2   | Qualifications pour la Coupe du monde 2014   |
| 6 septembre 2013  | Berlin Allemagne                   | Allemagne - Autriche | 3-0   | Qualifications pour la Coupe du monde 2014   |

Bilan partiel
- Total de matchs disputés : 39
- Victoires de l'équipe d'Allemagne : 25
- Matchs nuls : 6
- Victoires de l'équipe d'Autriche : 8
- Total de buts marqués par l'équipe d'Allemagne : 89
- Total de buts marqués par  l'équipe d'Autriche : 55

### Allemagne de l’Est
Confrontations entre l'équipe d'Allemagne de l'Est de football et l'équipe d'Autriche de football.
| Date              | Lieu    | Match          | Score | Compétition                                |
| 25 avril 1965     | Vienne  | Autriche - RDA | 1-1   | Qualifications pour la Coupe du monde 1966 |
| 31 octobre 1965   | Leipzig | RDA - Autriche | 1-0   | Qualifications pour la Coupe du monde 1966 |
| 24 septembre 1977 | Vienne  | Autriche - RDA | 1-1   | Qualifications pour la Coupe du monde 1978 |
| 12 octobre 1977   | Leipzig | RDA - Autriche | 1-1   | Qualifications pour la Coupe du monde 1978 |
| 20 mai 1989       | Vienne  | Autriche - RDA | 1-1   | Qualifications pour la Coupe du monde 1990 |
| 15 novembre 1989  | Leipzig | RDA - Autriche | 0-3   | Qualifications pour la Coupe du monde 1990 |

Bilan
- Total de matchs disputés : 6
- Victoires de l'Autriche : 1
- Matchs nuls : 4
- Victoires de la RDA : 1

### Angleterre
Confrontations entre l'Angleterre et l'Autriche :
| Date              | Lieu       | Match                 | Score | Compétition                                                   |
| 6 juin 1908       | Vienne     | Autriche - Angleterre | 1-6   | Match amical                                                  |
| 8 juin 1908       | Vienne     | Autriche - Angleterre | 1-11  | Match amical                                                  |
| 1er juin 1909     | Vienne     | Autriche - Angleterre | 1-8   | Match amical                                                  |
| 14 mai 1930       | Vienne     | Autriche - Angleterre | 0-0   | Match amical                                                  |
| 7 décembre 1932   | Londres    | Angleterre - Autriche | 4-3   | Match amical                                                  |
| 6 mai 1936        | Vienne     | Autriche - Angleterre | 2-1   | Match amical                                                  |
| 28 novembre 1951  | Londres    | Angleterre - Autriche | 2-2   | Match amical                                                  |
| 25 mai 1952       | Vienne     | Autriche - Angleterre | 2-3   | Match amical                                                  |
| 15 juin 1958      | Borås      | Angleterre - Autriche | 2-2   | Coupe du monde de 1958                                        |
| 27 mai 1961       | Vienne     | Autriche - Angleterre | 3-1   | Match amical                                                  |
| 4 avril 1962      | Londres    | Angleterre - Autriche | 3-1   | Match amical                                                  |
| 20 octobre 1965   | Londres    | Angleterre - Autriche | 2-3   | Match amical                                                  |
| 27 mai 1967       | Vienne     | Autriche - Angleterre | 0-1   | Match amical                                                  |
| 26 septembre 1973 | Londres    | Angleterre - Autriche | 7-0   | Match amical                                                  |
| 13 juin 1979      | Vienne     | Autriche - Angleterre | 4-3   | Match amical                                                  |
| 4 septembre 2004  | Vienne     | Autriche - Angleterre | 2-2   | Éliminatoires de la Coupe du monde 2006 (zone Europe - Gr. 6) |
| 8 octobre 2005    | Manchester | Angleterre - Autriche | 1-0   | Éliminatoires de la Coupe du monde 2006 (zone Europe - Gr. 6) |
| 16 novembre 2007  | Vienne     | Autriche - Angleterre | 0-1   | Match amical                                                  |

Bilan
- Total de matchs disputés : 18
- Victoires de l'équipe d'Autriche : 4
- Matchs nuls : 4
- Victoires de l'équipe d'Angleterre : 10
- Total de buts marqués par l'équipe d'Autriche : 27
- Total de buts marqués par l'équipe d'Angleterre : 58

### Argentine
Confrontations entre l'équipe d'Argentine de football et l'équipe d'Autriche de football :
| Date        | Lieu   | Match                | Score | Compétition  |
| 21 mai 1980 | Vienne | Autriche - Argentine | 1-5   | Match amical |
| 3 mai 1990  | Vienne | Autriche - Argentine | 1-1   | Match amical |

Bilan partiel
- Total de matchs disputés : 2
- Victoires de l'équipe d'Autriche : 0
- Matchs nuls : 1
- Victoires de l'équipe d'Argentine : 1
- Total de buts marqués par l'équipe d'Autriche : 2
- Total de buts marqués par l'équipe d'Argentine : 6

### Azerbaïdjan
Confrontations entre l'Azerbaïdjan et l'Autriche :
| Date             | Lieu   | Match                  | Score | Compétition                                                   |
| 8 septembre 2004 | Vienne | Autriche - Azerbaïdjan | 2-0   | Éliminatoires de la Coupe du monde 2006 (zone Europe - Gr. 6) |
| 7 septembre 2005 | Bakou  | Azerbaïdjan - Autriche | 0-0   | Éliminatoires de la Coupe du monde 2006 (zone Europe - Gr. 6) |
| 8 octobre 2010   | Vienne | Autriche - Azerbaïdjan | 3-0   | Éliminatoires du Championnat d'Europe 2012 (Groupe A)         |
| 7 octobre 2011   | Bakou  | Azerbaïdjan - Autriche | 1-4   | Éliminatoires du Championnat d'Europe 2012 (Groupe A)         |

Bilan
- Total de matchs disputés : 4
- Victoires de l'équipe d'Autriche : 3
- Matchs nuls : 1
- Victoires de l'équipe d'Azerbaïdjan : 0
- Total de buts marqués par l'équipe d'Autriche : 9
- Total de buts marqués par l'équipe d'Azerbaïdjan : 1

## B

### Belgique
Confrontations entre l'équipe de Belgique de football et l'équipe d'Autriche de football :
| Date             | Lieu      | Match               | Score | Compétition                                           |
| 13 décembre 1925 | Liège     | Belgique - Autriche | 3-4   | Match amical                                          |
| 22 mai 1927      | Vienne    | Autriche - Belgique | 4-1   | Match amical                                          |
| 8 janvier 1928   | Bruxelles | Belgique - Autriche | 1-2   | Match amical                                          |
| 11 décembre 1932 | Bruxelles | Belgique - Autriche | 1-6   | Match amical                                          |
| 11 juin 1933     | Vienne    | Autriche - Belgique | 4-1   | Match amical                                          |
| 14 octobre 1951  | Bruxelles | Belgique - Autriche | 1-8   | Match amical                                          |
| 23 mars 1952     | Vienne    | Autriche - Belgique | 2-0   | Match amical                                          |
| 24 mai 1959      | Bruxelles | Belgique - Autriche | 0-2   | Match amical                                          |
| 14 juin 1959     | Vienne    | Autriche - Belgique | 4-2   | Match amical                                          |
| 22 mars 1978     | Charleroi | Belgique - Autriche | 1-0   | Match amical                                          |
| 28 mars 1979     | Bruxelles | Belgique - Autriche | 1-1   | Éliminatoires du Championnat d'Europe 1980 (Groupe 2) |
| 2 mai 1979       | Vienne    | Autriche - Belgique | 0-0   | Éliminatoires du Championnat d'Europe 1980 (Groupe 2) |
| 12 octobre 2010  | Bruxelles | Belgique - Autriche | 4-4   | Éliminatoires du Championnat d'Europe 2012 (Groupe A) |
| 25 mars 2011     | Vienne    | Autriche - Belgique | 0-2   | Éliminatoires du Championnat d'Europe 2012 (Groupe A) |

Bilan
- Total de matchs disputés : 14
- Victoires de l'équipe d'Autriche : 9
- Matchs nuls : 3
- Victoires de l'équipe de Belgique : 2
- Total de buts marqués par l'équipe d'Autriche : 41
- Total de buts marqués par l'équipe de Belgique : 18

### Biélorussie
Confrontations entre l'équipe de Biélorussie de football et l'équipe d'Autriche de football :
| Date              | Lieu      | Match                  | Score | Compétition                                                   |
| 10 septembre 1997 | Minsk     | Biélorussie - Autriche | 0-1   | Éliminatoires de la Coupe du monde 1998 (zone Europe - Gr. 4) |
| 11 octobre 1997   | Vienne    | Autriche - Biélorussie | 4-0   | Éliminatoires de la Coupe du monde 1998 (zone Europe - Gr. 4) |
| 12 octobre 2002   | Minsk     | Biélorussie - Autriche | 0-2   | Éliminatoires du Championnat d'Europe 2004 (Groupe 3)         |
| 11 juin 2003      | Innsbruck | Autriche - Biélorussie | 5-0   | Éliminatoires du Championnat d'Europe 2004 (Groupe 3)         |

Bilan
- Total de matchs disputés : 4
- Victoires de l'équipe d'Autriche : 4
- Matchs nuls : 0
- Victoires de l'équipe de Biélorussie : 0
- Total de buts marqués par l'équipe d'Autriche : 12
- Total de buts marqués par l'équipe de Biélorussie : 0

### Bosnie-Herzégovine
Confrontations entre la Bosnie-Herzégovine et l'Autriche :
| Date             | Lieu     | Match                         | Score | Compétition                                                   |
| 24 mars 2001     | Sarajevo | Bosnie-Herzégovine - Autriche | 1-1   | Éliminatoires de la Coupe du monde 2002 (zone Europe - Gr. 7) |
| 5 septembre 2001 | Vienne   | Autriche - Bosnie-Herzégovine | 2-0   | Éliminatoires de la Coupe du monde 2002 (zone Europe - Gr. 7) |

Bilan
- Total de matchs disputés : 2
- Victoires de l'équipe d'Autriche : 1
- Matchs nuls : 1
- Victoires de l'équipe de Bosnie-Herzégovine : 0
- Total de buts marqués par l'équipe d'Autriche : 3
- Total de buts marqués par l'équipe de Bosnie-Herzégovine : 1

### Brésil
Confrontations entre le Brésil et l'Autriche :
| Date             | Lieu           | Match             | Score | Compétition                    |
| 15 avril 1956    | Vienne         | Autriche - Brésil | 2-3   | Match amical                   |
| 8 juin 1958      | Uddevalla      | Brésil - Autriche | 3-0   | Coupe du monde 1958 (Groupe D) |
| 29 avril 1970    | Rio de Janeiro | Brésil - Autriche | 1-0   | Match amical                   |
| 11 juillet 1971  | São Paulo      | Brésil - Autriche | 1-1   | Match amical                   |
| 13 juin 1973     | Vienne         | Autriche - Brésil | 1-1   | Match amical                   |
| 1er mai 1974     | São Paulo      | Brésil - Autriche | 0-0   | Match amical                   |
| 11 juin 1978     | Mar del Plata  | Brésil - Autriche | 1-0   | Coupe du monde 1978 (Groupe 3) |
| 3 août 1988      | Vienne         | Autriche - Brésil | 0-2   | Match amical                   |
| 18 novembre 2014 | Vienne         | Autriche - Brésil | 1-2   | Match amical                   |
| 10 juin 2018     | Vienne         | Autriche - Brésil | 0-3   | Match amical                   |

Bilan
- Total de matchs disputés : 10
- Victoires de l'équipe d'Autriche : 0
- Matchs nuls : 3
- Victoires de l'équipe du Brésil : 7
- Total de buts marqués par l'équipe d'Autriche : 9
- Total de buts marqués par l'équipe du Brésil : 17

### Bulgarie
| Date             | Lieu             | Match               | Score | Compétition                                                       |
| 21 mai 1924      | Vienne, Autriche | Autriche - Bulgarie | 6-0   | Match amical (Premier match de la Bulgarie)                       |
| 25 avril 1934    | Vienne, Autriche | Autriche - Bulgarie | 6-1   | Qualification pour la Coupe du monde 1934 (Groupe 4)              |
| 6 mai 1962       | Vienne, Autriche | Autriche - Bulgarie | 2-0   | Match amical                                                      |
| 25 novembre 1962 | Sofia, Bulgarie  | Bulgarie - Autriche | 1-1   | Match amical                                                      |
| 28 mai 1981      | Vienne, Autriche | Autriche - Bulgarie | 2-0   | Qualification pour la Coupe du monde 1982 (Zone Europe, groupe 1) |
| 11 novembre 1981 | Sofia, Bulgarie  | Bulgarie - Autriche | 0-0   | Qualification pour la Coupe du monde 1982 (Zone Europe, groupe 1) |
| 14 avril 1993    | Vienne, Autriche | Autriche - Bulgarie | 3-1   | Qualification pour la Coupe du monde 1994 (Zone Europe, groupe 6) |
| 13 octobre 1993  | Sofia, Bulgarie  | Bulgarie - Autriche | 4-1   | Qualification pour la Coupe du monde 1994 (Zone Europe, groupe 6) |

Bilan
- Total de matchs disputés : 8
- Victoires de l'équipe de Bulgarie : 1
- Matchs nuls : 2
- Victoires de l'équipe d'Autriche : 5
- Total de buts marqués par l'équipe de Bulgarie : 7
- Total de buts marqués par l'équipe d'Autriche : 21

## C

### Cameroun
Confrontations entre l'équipe du Cameroun de football et l'équipe d'Autriche de football :
| Date          | Lieu       | Match               | Score | Compétition                    |
| 11 juin 1998  | Toulouse   | Cameroun - Autriche | 1-1   | Coupe du monde 1998 (Groupe B) |
| 17 avril 2002 | Vienne     | Autriche - Cameroun | 0-0   | Match amical                   |
| 12 août 2009  | Klagenfurt | Autriche - Cameroun | 0-2   | Match amical                   |

Bilan partiel
- Total de matchs disputés : 3
- Victoires de l'équipe d'Autriche : 0
- Matchs nuls : 2
- Victoires de l'équipe du Cameroun : 1
- Total de buts marqués par l'équipe d'Autriche : 1
- Total de buts marqués par l'équipe du Cameroun : 3

### Canada
Confrontations entre l'équipe du Canada de football et l'équipe d'Autriche de football :
| Date          | Lieu   | Match             | Score | Compétition  |
| 1er mars 2006 | Vienne | Autriche - Canada | 0-2   | Match amical |

Bilan partiel
- Total de matchs disputés : 1
- Victoires de l'équipe d'Autriche : 0
- Matchs nuls : 0
- Victoires de l'équipe du Canada : 1
- Total de buts marqués par l'équipe d'Autriche : 0
- Total de buts marqués par l'équipe du Canada : 2

### Chili
| Date              | Lieu                  | Match            | Score | Compétition                              |
| 17 juin 1982      | Oviedo, Espagne       | Autriche - Chili | 1-0   | Coupe du monde 1982 (1er tour, groupe 2) |
| 17 juin 1998      | Saint-Étienne, France | Autriche - Chili | 1-1   | Coupe du monde 1998 (Groupe B)           |
| 11 septembre 2007 | Vienne, Autriche      | Autriche - Chili | 0-2   | Turnier der Kontinente 2007              |

Bilan
- Total de matchs disputés : 3
- Victoires de l'équipe d'Autriche : 1
- Matchs nuls : 1
- Victoires de l'équipe du Chili : 1
- Total de buts marqués par l'équipe d'Autriche : 2
- Total de buts marqués par l'équipe du Chili : 3

### Chypre
Confrontations entre l'équipe de Chypre de football et l'équipe d'Autriche de football :
| Date            | Lieu     | Match             | Score            | Compétition                                                   |
| 19 mai 1968     | Vienne   | Autriche - Chypre | 7-1              | Éliminatoires de la Coupe du monde 1970 (zone Europe - Gr. 7) |
| 19 avril 1969   | Nicosie  | Chypre - Autriche | 1-2              | Éliminatoires de la Coupe du monde 1970 (zone Europe - Gr. 7) |
| 2 mai 1984      | Nicosie  | Chypre - Autriche | 1-2              | Éliminatoires de la Coupe du monde 1986 (zone Europe - Gr. 5) |
| 7 mai 1985      | Graz     | Autriche - Chypre | 4-0              | Éliminatoires de la Coupe du monde 1986 (zone Europe - Gr. 5) |
| 10 octobre 1998 | Larnaca  | Chypre - Autriche | 0-3              | Éliminatoires du Championnat d'Europe 2000 (Groupe 6)         |
| 10 octobre 1999 | Vienne   | Autriche - Chypre | 3-1              | Éliminatoires du Championnat d'Europe 2000 (Groupe 6)         |
| 8 février 2005  | Limassol | Chypre - Autriche | 1-1 (5-3 t.a.b.) | Match amical (Tournoi des 4 Nations)                          |

Bilan
- Total de matchs disputés : 7
- Victoires de l'équipe d'Autriche : 6
- Matchs nuls : 1
- Victoires de l'équipe de Chypre : 1
- Total de buts marqués par l'équipe d'Autriche : 22
- Total de buts marqués par l'équipe de Chypre : 5

### Costa Rica
Confrontations entre l'équipe du Costa Rica de football et l'équipe d'Autriche de football :
| Date             | Lieu   | Match                 | Score | Compétition  |
| 20 août 2003     | Vienne | Autriche - Costa Rica | 2-0   | Match amical |
| 2 septembre 2006 | Lancy  | Autriche - Costa Rica | 2-2   | Match amical |

Bilan partiel
- Total de matchs disputés : 2
- Victoires de l'équipe d'Autriche : 1
- Matchs nuls : 1
- Victoires de l'équipe du Costa Rica : 0
- Total de buts marqués par l'équipe d'Autriche : 4
- Total de buts marqués par l'équipe du Costa Rica : 2

### Côte d'Ivoire
Confrontations entre l'équipe de Côte d'Ivoire de football et l'équipe d'Autriche de football :
| Date             | Lieu      | Match                    | Score | Compétition  |
| 17 octobre 2007  | Innsbruck | Autriche - Côte d'Ivoire | 3-2   | Match amical |
| 14 novembre 2012 | Linz      | Autriche - Côte d'Ivoire | 0-3   | Match amical |

Bilan partiel
- Total de matchs disputés : 2
- Victoires de l'équipe d'Autriche : 1
- Matchs nuls : 0
- Victoires de l'équipe de Côte d'Ivoire : 1
- Total de buts marqués par l'équipe d'Autriche : 3
- Total de buts marqués par l'équipe de Côte d'Ivoire : 5

### Croatie
Confrontations entre l'équipe de Croatie de football et l'équipe d'Autriche de football :
| Date            | Lieu       | Match              | Score | Compétition                          |
| 26 avril 2000   | Vienne     | Autriche - Croatie | 1-2   | Match amical                         |
| 28 février 2001 | Rijeka     | Croatie - Autriche | 1-0   | Match amical                         |
| 23 mai 2006     | Vienne     | Autriche - Croatie | 1-4   | Match amical                         |
| 8 juin 2008     | Vienne     | Autriche - Croatie | 0-1   | Championnat d'Europe 2008 (Groupe B) |
| 19 mai 2010     | Klagenfurt | Autriche - Croatie | 0-1   | Match amical                         |

Bilan
- Total de matchs disputés : 5
- Victoires de l'équipe d'Autriche : 0
- Matchs nuls : 0
- Victoires de l'équipe de Croatie : 5
- Total de buts marqués par l'équipe d'Autriche : 2
- Total de buts marqués par l'équipe de Croatie : 9

## D

### Danemark
Confrontations entre l'équipe du Danemark de football et l'équipe d'Autriche de football :
| Date              | Lieu       | Match               | Score | Compétition                                           |
| 5 novembre 1950   | Vienne     | Autriche - Danemark | 5-1   | Match amical                                          |
| 17 juin 1951      | Copenhague | Danemark - Autriche | 3-3   | Match amical                                          |
| 19 mai 1982       | Vienne     | Autriche - Danemark | 1-0   | Match amical                                          |
| 12 septembre 1984 | Copenhague | Danemark - Autriche | 3-1   | Match amical                                          |
| 27 avril 1988     | Vienne     | Autriche - Danemark | 1-0   | Match amical                                          |
| 5 juin 1991       | Odense     | Danemark - Autriche | 2-1   | Éliminatoires du Championnat d'Europe 1992 (Groupe 4) |
| 9 octobre 1991    | Vienne     | Autriche - Danemark | 0-3   | Éliminatoires du Championnat d'Europe 1992 (Groupe 4) |
| 3 mars 2010       | Vienne     | Autriche - Danemark | 2-1   | Match amical                                          |
| 16 octobre 2018   | Herning    | Danemark - Autriche | 2-0   | Match amical                                          |
| 31 mars 2021      | Vienne     | Autriche - Danemark | 0-4   | Éliminatoires de la Coupe du monde 2022               |

Bilan
- Total de matchs disputés : 10
- Victoires de l'équipe d'Autriche : 4
- Matchs nuls : 1
- Victoires de l'équipe du Danemark : 9
- Total de buts marqués par l'équipe d'Autriche : 14
- Total de buts marqués par l'équipe du Danemark : 19

## E

### Écosse
Confrontations entre l'équipe d'Autriche de football et l'équipe d'Écosse de football en matchs officiels :
| Date              | Lieu    | Match             | Score | Compétition                                                   |
| 16 mai 1931       | Vienne  | Autriche - Écosse | 5-0   | Match amical                                                  |
| 29 novembre 1933  | Glasgow | Écosse - Autriche | 2-2   | Match amical                                                  |
| 9 mai 1937        | Vienne  | Autriche - Écosse | 1-1   | Match amical                                                  |
| 13 décembre 1950  | Glasgow | Écosse - Autriche | 0-1   | Match amical                                                  |
| 27 mai 1951       | Vienne  | Autriche - Écosse | 4-0   | Match amical                                                  |
| 16 juin 1954      | Zurich  | Autriche - Écosse | 1-0   | Coupe du monde de 1954 (Groupe C)                             |
| 19 mai 1955       | Vienne  | Autriche - Écosse | 1-4   | Match amical                                                  |
| 2 mai 1956        | Glasgow | Écosse - Autriche | 1-1   | Match amical                                                  |
| 29 mai 1960       | Vienne  | Autriche - Écosse | 4-1   | Match amical                                                  |
| 8 mai 1963        | Glasgow | Écosse - Autriche | 4-1   | Match amical                                                  |
| 6 novembre 1968   | Glasgow | Écosse - Autriche | 2-1   | Éliminatoires de la Coupe du monde 1970 (zone Europe - Gr. 7) |
| 5 novembre 1969   | Vienne  | Autriche - Écosse | 2-0   | Éliminatoires de la Coupe du monde 1970 (zone Europe - Gr. 7) |
| 20 septembre 1978 | Vienne  | Autriche - Écosse | 3-2   | Éliminatoires du Championnat d'Europe 1980 (Groupe 2)         |
| 17 octobre 1979   | Glasgow | Écosse - Autriche | 1-1   | Éliminatoires du Championnat d'Europe 1980 (Groupe 2)         |
| 20 avril 1994     | Vienne  | Autriche - Écosse | 1-2   | Match amical                                                  |
| 31 août 1996      | Vienne  | Autriche - Écosse | 0-0   | Éliminatoires de la Coupe du monde 1998 (zone Europe - Gr. 4) |
| 2 avril 1997      | Glasgow | Écosse - Autriche | 2-0   | Éliminatoires de la Coupe du monde 1998 (zone Europe - Gr. 4) |
| 30 avril 2003     | Glasgow | Écosse - Autriche | 0-2   | Match amical                                                  |
| 17 août 2005      | Graz    | Autriche - Écosse | 2-2   | Match amical                                                  |
| 30 mai 2007       | Vienne  | Autriche - Écosse | 0-1   | Match amical                                                  |

Bilan
- Total de matchs disputés : 20
- Victoires de l'équipe d'Autriche : 8
- Matchs nuls : 6
- Victoires de l'équipe d'Écosse : 6
- Total de buts marqués par l'équipe d'Autriche : 33
- Total de buts marqués par l'équipe d'Écosse : 25

### Espagne
Confrontations entre l'équipe d'Espagne de football et l'équipe d'Autriche de football :
| Date               | Lieu         | Match              | Score | Compétition                                                   |
| 21 décembre 1924   | Barcelone    | Espagne - Autriche | 2-1   | Match amical                                                  |
| 27 septembre 1925  | Vienne       | Autriche - Espagne | 0-1   | Match amical                                                  |
| 19 janvier 1936    | Madrid       | Espagne - Autriche | 4-5   | Match amical                                                  |
| 22 novembre 1959   | Valence      | Espagne - Autriche | 6-3   | Match amical                                                  |
| 30 octobre 1960    | Vienne       | Autriche - Espagne | 3-0   | Match amical                                                  |
| 3 juin 1978        | Buenos Aires | Autriche - Espagne | 2-1   | Coupe du monde 1978 (1er tour - Groupe 3)                     |
| 23 septembre 1981  | Vienne       | Autriche - Espagne | 0-0   | Match amical                                                  |
| 20 novembre 1985   | Saragosse    | Espagne - Autriche | 0-0   | Match amical                                                  |
| 1er avril 1987     | Vienne       | Autriche - Espagne | 2-3   | Éliminatoires du Championnat d'Europe 1988 (Groupe 1)         |
| 14 octobre 1987    | Séville      | Espagne - Autriche | 2-0   | Éliminatoires du Championnat d'Europe 1988 (Groupe 1)         |
| 28 mars 1990       | Malaga       | Espagne - Autriche | 2-3   | Match amical                                                  |
| 27 mars 1999       | Valence      | Espagne - Autriche | 9-0   | Éliminatoires du Championnat d'Europe 2000 (Groupe 6)         |
| 4 septembre 1999   | Vienne       | Autriche - Espagne | 1-3   | Éliminatoires du Championnat d'Europe 2000 (Groupe 6)         |
| 11 octobre 2000    | Vienne       | Autriche - Espagne | 1-1   | Éliminatoires de la Coupe du monde 2002 (zone Europe - Gr. 7) |
| 1er septembre 2001 | Valence      | Espagne - Autriche | 4-0   | Éliminatoires de la Coupe du monde 2002 (zone Europe - Gr. 7) |
| 18 novembre 2009   | Vienne       | Autriche - Espagne | 1-5   | Match amical                                                  |

Bilan
- Total de matchs disputés : 16
- Victoires de l'équipe d'Autriche : 4
- Matchs nuls : 3
- Victoires de l'équipe d'Espagne : 9
- Total de buts marqués par l'équipe d'Autriche : 22
- Total de buts marqués par l'équipe d'Espagne : 43

### Estonie
Confrontations entre l'équipe d'Estonie de football et l'équipe d'Autriche de football :
| Date          | Lieu    | Match              | Score | Compétition                                                   |
| 30 avril 1997 | Vienne  | Autriche - Estonie | 2-0   | Éliminatoires de la Coupe du monde 1998 (zone Europe - Gr. 4) |
| 20 août 1997  | Tallinn | Estonie - Autriche | 0-3   | Éliminatoires de la Coupe du monde 1998 (zone Europe - Gr. 4) |

Bilan
- Total de matchs disputés : 2
- Victoires de l'équipe d'Autriche : 2
- Matchs nuls : 0
- Victoires de l'équipe d'Estonie : 0
- Total de buts marqués par l'équipe d'Autriche : 5
- Total de buts marqués par l'équipe d'Estonie : 0

### États-Unis
Confrontations entre l'équipe d'Autriche de football et l'équipe des États-Unis de football en matchs officiels :
| Date             | Lieu     | Match                 | Score | Compétition                       |
| 19 juin 1990     | Florence | Autriche - États-Unis | 2-1   | Coupe du monde de 1990 (Groupe A) |
| 22 avril 1998    | Vienne   | Autriche - États-Unis | 0-3   | Match amical                      |
| 19 novembre 2013 | Vienne   | Autriche - États-Unis | 1-0   | Match amical                      |

Bilan
- Total de matchs disputés : 3
- Victoires de l'équipe d'Autriche : 2
- Matchs nuls : 0
- Victoires de l'équipe des États-Unis : 1
- Total de buts marqués par l'équipe d'Autriche : 3
- Total de buts marqués par l'équipe des États-Unis : 4

## F

### îles Féroé
Confrontations entre l'équipe d'Autriche de football et l'équipe des îles Féroé de football en matchs officiels :
| Date              | Lieu                 | Match                 | Score | Compétition                                                   |
| 12 septembre 1990 | Landskrona           | Îles Féroé - Autriche | 1-0   | Éliminatoires du Championnat d'Europe 1992 (Groupe 4)         |
| 22 mai 1991       | Salzbourg            | Autriche - Îles Féroé | 3-0   | Éliminatoires du Championnat d'Europe 1992 (Groupe 4)         |
| 11 octobre 2008   | Torshavn Îles Féroé  | Îles Féroé - Autriche | 1-1   | Éliminatoires de la Coupe du monde 2010 (zone Europe - Gr. 7) |
| 5 septembre 2009  | Graz                 | Autriche - Îles Féroé | 3-1   | Éliminatoires de la Coupe du monde 2010 (zone Europe - Gr. 7) |
| 22 mars 2013      | Vienne               | Autriche - Îles Féroé | 6-0   | Éliminatoires de la Coupe du monde 2014 (zone Europe - Gr. C) |
| 15 octobre 2013   | Torshavn Îles Féroé} | Îles Féroé - Autriche | 0-3   | Éliminatoires de la Coupe du monde 2014 (zone Europe - Gr. C) |

Bilan
- Total de matchs disputés : 6
- Victoires de l'équipe d'Autriche : 4
- Matchs nuls : 1
- Victoires de l'équipe des îles Féroé : 1
- Total de buts marqués par l'équipe d'Autriche : 16
- Total de buts marqués par l'équipe des îles Féroé : 3

### Finlande
Confrontations entre l'équipe d'Autriche de football et l'équipe de Finlande de football en matchs officiels :
| Date              | Lieu       | Match               | Score | Compétition                                                   |
| 31 juillet 1921   | Helsinki   | Finlande - Autriche | 2-3   | Match amical                                                  |
| 15 août 1923      | Vienne     | Autriche - Finlande | 2-1   | Match amical                                                  |
| 10 juillet 1925   | Helsinki   | Finlande - Autriche | 1-2   | Match amical                                                  |
| 2 octobre 1966    | Helsinki   | Finlande - Autriche | 0-0   | Éliminatoires du Championnat d'Europe 1968 (Groupe 3)         |
| 24 septembre 1967 | Vienne     | Autriche - Finlande | 2-1   | Éliminatoires du Championnat d'Europe 1968 (Groupe 3)         |
| 24 septembre 1980 | Helsinki   | Finlande - Autriche | 0-2   | Éliminatoires de la Coupe du monde 1982 (zone Europe - Gr. 1) |
| 17 juin 1981      | Linz       | Autriche - Finlande | 5-1   | Éliminatoires de la Coupe du monde 1982 (zone Europe - Gr. 1) |
| 13 mai 1993       | Turku      | Finlande - Autriche | 3-1   | Éliminatoires de la Coupe du monde 1994 (zone Europe - Gr. 6) |
| 25 août 1993      | Vienne     | Autriche - Finlande | 3-0   | Éliminatoires de la Coupe du monde 1994 (zone Europe - Gr. 6) |
| 29 février 2012   | Klagenfurt | Autriche - Finlande | 3-1   | Match amical                                                  |
| 28 mars 2017      | Innsbruck  | Autriche - Finlande | 1-1   | Match amical                                                  |

Bilan
- Total de matchs disputés : 11
- Victoires de l'équipe d'Autriche : 9
- Matchs nuls : 2
- Victoires de l'équipe de Finlande : 2
- Total de buts marqués par l'équipe d'Autriche : 24
- Total de buts marqués par l'équipe de Finlande : 11

### France
Confrontations entre l'équipe d'Autriche de football et l'équipe de France de football
| Date              | Lieu               | Match             | Score | Compétition                                |
| 19 avril 1925     | Paris France       | France - Autriche | 0-4   | amical                                     |
| 30 mai 1926       | Vienne Autriche    | Autriche - France | 4-1   | amical                                     |
| 12 février 1933   | Paris France       | France - Autriche | 0-4   | amical                                     |
| 27 mai 1934       | Turin Italie       | Autriche - France | 3-2   | Coupe du monde 1934                        |
| 24 janvier 1937   | Paris France       | France - Autriche | 1-2   | amical                                     |
| 6 décembre 1945   | Vienne Autriche    | Autriche - France | 4-1   | amical                                     |
| 5 mai 1946        | Colombes France    | France - Autriche | 3-1   | amical                                     |
| 1er novembre 1951 | Colombes France    | France - Autriche | 2-2   | amical                                     |
| 19 octobre 1952   | Vienne Autriche    | Autriche - France | 1-2   | amical                                     |
| 25 mars 1956      | Colombes France    | France - Autriche | 3-1   | amical                                     |
| 5 octobre 1958    | Vienne Autriche    | Autriche - France | 1-2   | amical                                     |
| 13 décembre 1959  | Colombes France    | France - Autriche | 5-2   | Qualifications pour l'Euro 1960            |
| 27 mars 1960      | Vienne Autriche    | Autriche - France | 2-4   | Qualifications pour l'Euro 1960            |
| 24 mars 1965      | Paris France       | France - Autriche | 1-2   | amical                                     |
| 7 octobre 1970    | Vienne Autriche    | Autriche - France | 1-0   | amical                                     |
| 28 juin 1982      | Madrid Espagne     | France - Autriche | 1-0   | Coupe du monde 1982                        |
| 28 mars 1984      | Bordeaux France    | France - Autriche | 1-0   | amical                                     |
| 14 octobre 1992   | Paris France       | France - Autriche | 2-0   | Qualifications pour la Coupe du monde 1994 |
| 27 mars 1993      | Vienne Autriche    | Autriche - France | 0-1   | Qualifications pour la Coupe du monde 1994 |
| 19 août 1998      | Vienne Autriche    | Autriche - France | 2-2   | amical                                     |
| 28 mars 2007      | Saint-Denis France | France - Autriche | 1-0   | amical                                     |
| 6 septembre 2008  | Vienne Autriche    | Autriche - France | 3-1   | Qualifications pour la Coupe du monde 2010 |
| 14 octobre 2009   | Saint-Denis France | France - Autriche | 3-1   | Qualifications pour la Coupe du monde 2010 |
| 9 Juin 2022       | Vienne Autriche    | Autriche - France | 1-1   | UEFA Nations League                        |
| 21 Septembre 2022 | Saint-Denis France | France - Autriche | 2-0   | UEFA Nations League                        |
| 17 Juin 2024      | Düsseldorf         | Autriche - France | 0-1   | Euro 2024 ( Groupe D)                      |

Bilan
- Total de matches disputés : 26
- Victoires de l'équipe d'Autriche : 9
- Victoires de l'équipe de France : 14
- Matches nuls : 3
- Buts pour l'équipe d'Autriche : 41
- Buts pour l'équipe de France : 43

## G

### Ghana
Confrontations entre l'équipe d'Autriche de football et l'équipe du Ghana de football en matchs officiels :
| Date         | Lieu | Match            | Score | Compétition  |
| 24 mars 2007 | Graz | Autriche - Ghana | 1-1   | Match amical |

Bilan
- Total de matchs disputés : 1
- Victoires de l'équipe d'Autriche : 0
- Matchs nuls : 1
- Victoires de l'équipe du Ghana : 0
- Total de buts marqués par l'équipe d'Autriche : 1
- Total de buts marqués par l'équipe du Ghana : 1

### Grèce
Confrontations entre l'équipe d'Autriche de football et l'équipe de Grèce de football en matchs officiels :
| Date             | Lieu      | Match            | Score | Compétition                                           |
| 4 octobre 1967   | Athènes   | Grèce - Autriche | 4-1   | Éliminatoires du Championnat d'Europe 1968 (Groupe 3) |
| 5 novembre 1967  | Vienne    | Autriche - Grèce | 1-1   | Éliminatoires du Championnat d'Europe 1968 (Groupe 3) |
| 10 novembre 1976 | Kavala    | Grèce - Autriche | 0-3   | Match amical                                          |
| 9 mars 1977      | Vienne    | Autriche - Grèce | 2-0   | Match amical                                          |
| 15 février 1978  | Athènes   | Grèce - Autriche | 1-1   | Match amical                                          |
| 18 avril 1984    | Vienne    | Autriche - Grèce | 0-0   | Match amical                                          |
| 6 avril 1988     | Le Pirée  | Grèce - Autriche | 2-2   | Match amical                                          |
| 10 mars 1993     | Vienne    | Autriche - Grèce | 2-1   | Match amical                                          |
| 23 février 2000  | Kalamata  | Grèce - Autriche | 4-1   | Match amical                                          |
| 26 mars 2003     | Graz      | Autriche - Grèce | 2-2   | Match amical                                          |
| 17 novembre 2010 | Vienne    | Autriche - Grèce | 1-2   | Match amical                                          |
| 14 août 2013     | Salzbourg | Autriche - Grèce | 0-2   | Match amical                                          |

Bilan
- Total de matchs disputés : 12
- Victoires de l'équipe d'Autriche : 3
- Matchs nuls : 5
- Victoires de l'équipe de Grèce : 4
- Total de buts marqués par l'équipe d'Autriche : 13
- Total de buts marqués par l'équipe de Grèce : 19

## H

### Hongrie
L'appartenance des deux nations à la double monarchie d'Autriche-Hongrie, au moment de la création des deux sélections, explique les liens très étroits qui existent entre elles. La rencontre face à l'Autriche disputée en 1902 est la première pour les deux équipes et les années suivantes vont voir une multiplication des rencontres, majoritairement amicales. Avec plus de 130 rencontres, Hongrie-Autriche est la seconde opposition mondiale en termes de matchs, derrière Uruguay-Argentine. Le plus gros match à enjeu entre les deux équipes a eu lieu en 1934, lors du quart de finale de la Coupe du monde, remporté par les Autrichiens. Si les rencontres étaient nombreuses avant la Seconde Guerre mondiale (82 entre 1902 et 1937), elles deviennent beaucoup moins fréquentes au fur et à mesure des années puisqu'il n'y en a eu par exemple que sept depuis 1990. La dernière rencontre officielle date d'avril 1985, lorsque les deux équipes sont engagées dans le groupe 5 des éliminatoires de la Coupe du monde 1986, où la Hongrie décroche sa qualification en terminant en tête de la poule et l'Autriche, seulement 3e, est éliminée.

## I

### Iran
Confrontations entre l'équipe d'Autriche de football et l'équipe d'Iran de football en matchs officiels :
| Date               | Lieu   | Match           | Score | Compétition  |
| 1er septembre 2000 | Vienne | Autriche - Iran | 5-1   | Match amical |

Bilan
- Total de matchs disputés : 1
- Victoires de l'équipe d'Autriche : 1
- Matchs nuls : 0
- Victoires de l'équipe d'Iran : 0
- Total de buts marqués par l'équipe d'Autriche : 5
- Total de buts marqués par l'équipe d'Iran : 1

### Irlande
Confrontations entre l'équipe d'Autriche de football et l'équipe d'Irlande de football en matchs officiels :
| Date              | Lieu   | Match              | Score | Compétition                                                   |
| 7 mai 1952        | Vienne | Autriche - Irlande | 6-0   | Match amical                                                  |
| 25 mars 1953      | Dublin | Irlande - Autriche | 4-0   | Match amical                                                  |
| 14 mai 1958       | Vienne | Autriche - Irlande | 3-1   | Match amical                                                  |
| 8 avril 1962      | Dublin | Irlande - Autriche | 2-3   | Match amical                                                  |
| 25 septembre 1963 | Vienne | Autriche - Irlande | 0-0   | Éliminatoires du Championnat d'Europe 1964 (1/8 de finale)    |
| 13 octobre 1963   | Dublin | Irlande - Autriche | 3-2   | Éliminatoires du Championnat d'Europe 1964 (1/8 de finale)    |
| 22 mai 1966       | Vienne | Autriche - Irlande | 1-0   | Match amical                                                  |
| 10 novembre 1968  | Dublin | Irlande - Autriche | 2-2   | Match amical                                                  |
| 30 mai 1971       | Dublin | Irlande - Autriche | 1-4   | Éliminatoires du Championnat d'Europe 1972 (Groupe 6)         |
| 10 octobre 1971   | Linz   | Autriche - Irlande | 6-0   | Éliminatoires du Championnat d'Europe 1972 (Groupe 6)         |
| 11 juin 1995      | Dublin | Irlande - Autriche | 1-3   | Éliminatoires du Championnat d'Europe 1996 (Groupe 6)         |
| 6 septembre 1995  | Vienne | Autriche - Irlande | 3-1   | Éliminatoires du Championnat d'Europe 1996 (Groupe 6)         |
| 26 mars 2013      | Dublin | Irlande - Autriche | 2-2   | Éliminatoires de la Coupe du monde 2014 (zone Europe - Gr. C) |
| 10 septembre 2013 | Vienne | Autriche - Irlande | 1-0   | Éliminatoires de la Coupe du monde 2014 (zone Europe - Gr. C) |

Bilan
- Total de matchs disputés : 14
- Victoires de l'équipe d'Autriche : 9
- Matchs nuls : 3
- Victoires de l'équipe d'Irlande : 2
- Total de buts marqués par l'équipe d'Autriche : 36
- Total de buts marqués par l'équipe d'Irlande : 17

### Irlande du Nord
Confrontations entre l'équipe d'Autriche de football et l'équipe d'Irlande du Nord de football en matchs officiels :
| Date              | Lieu    | Match                      | Score | Compétition                                                   |
| 1er juillet 1982  | Madrid  | Autriche - Irlande du Nord | 2-2   | Coupe du monde 1982 (2d tour - Gr. 4)                         |
| 13 octobre 1982   | Vienne  | Autriche - Irlande du Nord | 2-0   | Éliminatoires du Championnat d'Europe 1984 (Groupe 6)         |
| 21 septembre 1983 | Belfast | Irlande du Nord - Autriche | 3-1   | Éliminatoires du Championnat d'Europe 1984 (Groupe 6)         |
| 14 novembre 1990  | Vienne  | Autriche - Irlande du Nord | 0-0   | Éliminatoires du Championnat d'Europe 1992 (Groupe 4)         |
| 16 octobre 1991   | Belfast | Irlande du Nord - Autriche | 2-1   | Éliminatoires du Championnat d'Europe 1992 (Groupe 4)         |
| 12 octobre 1994   | Vienne  | Autriche - Irlande du Nord | 1-2   | Éliminatoires du Championnat d'Europe 1996 (Groupe 6)         |
| 15 novembre 1995  | Belfast | Irlande du Nord - Autriche | 5-3   | Éliminatoires du Championnat d'Europe 1996 (Groupe 6)         |
| 13 octobre 2004   | Belfast | Irlande du Nord - Autriche | 3-3   | Éliminatoires de la Coupe du monde 2006 (zone Europe - Gr. 6) |
| 12 octobre 2005   | Vienne  | Autriche - Irlande du Nord | 2-0   | Éliminatoires de la Coupe du monde 2006 (zone Europe - Gr. 6) |

Bilan
- Total de matchs disputés : 9
- Victoires de l'équipe d'Autriche : 2
- Matchs nuls : 3
- Victoires de l'équipe d'Irlande du Nord : 4
- Total de buts marqués par l'équipe d'Autriche : 15
- Total de buts marqués par l'équipe d'Irlande du Nord : 17

### Israël
Confrontations entre l'équipe d'Israël de football et l'équipe d'Autriche de football :
| Date             | Lieu           | Match             | Score | Compétition                                                   |
| 23 avril 1969    | Tel Aviv-Jaffa | Israël - Autriche | 1-1   | Match amical                                                  |
| 15 décembre 1976 | Tel Aviv-Jaffa | Israël - Autriche | 1-3   | Match amical                                                  |
| 30 janvier 1979  | Tel Aviv-Jaffa | Israël - Autriche | 0-1   | Match amical                                                  |
| 28 octobre 1992  | Vienne         | Autriche - Israël | 5-2   | Éliminatoires de la Coupe du monde 1994 (zone Europe - Gr. 6) |
| 27 octobre 1993  | Tel Aviv-Jaffa | Israël - Autriche | 1-1   | Éliminatoires de la Coupe du monde 1994 (zone Europe - Gr. 6) |
| 5 septembre 1998 | Vienne         | Autriche - Israël | 1-1   | Éliminatoires du Championnat d'Europe 2000 (Groupe 6)         |
| 6 juin 1999      | Tel Aviv-Jaffa | Israël - Autriche | 5-0   | Éliminatoires du Championnat d'Europe 2000 (Groupe 6)         |
| 28 mars 2001     | Vienne         | Autriche - Israël | 2-1   | Éliminatoires de la Coupe du monde 2002 (zone Europe - Gr. 7) |
| 27 octobre 2001  | Tel Aviv-Jaffa | Israël - Autriche | 1-1   | Éliminatoires de la Coupe du monde 2002 (zone Europe - Gr. 7) |

Bilan
- Total de matchs disputés : 9
- Victoires de l'équipe d'Autriche : 4
- Matchs nuls : 4
- Victoires de l'équipe d'Israël : 1
- Total de buts marqués par l'équipe d'Autriche : 15
- Total de buts marqués par l'équipe d'Israël : 13

### Islande

#### Confrontations
Confrontations entre l'Autriche et l'Islande en matchs officiels :
|   | Date         | Lieu                | Match              | Score | Compétition                                          |
| 1 | 14 juin 1989 | Reykjavík, Islande  | Islande - Autriche | 0-0   | Qualification pour la Coupe du monde 1990 (groupe 3) |
| 2 | 23 août 1989 | Salzbourg, Autriche | Autriche - Islande | 2-1   | Qualification pour la Coupe du monde 1990 (groupe 3) |
| 3 | 30 mai 2014  | Vienne, Autriche    | Autriche - Islande | 1-1   | Match amical                                         |
| 4 | 22 juin 2016 | Paris, France       | Autriche - Islande | 1-2   | Euro 2016 (groupe F)                                 |

#### Bilan
| Rang | Équipe   | Pts | J | G | N | P | Bp | Bc | Diff |
| ---- | -------- | --- | - | - | - | - | -- | -- | ---- |
| 1    | Autriche | 5   | 4 | 1 | 2 | 1 | 4  | 4  | 0    |
| 2    | Islande  | 5   | 4 | 1 | 2 | 1 | 4  | 4  | 0    |

### Italie
Confrontations entre l'équipe d'Autriche de football et l'équipe d'Italie de football en matchs officiels :
| Date              | Lieu                   | Match             | Score    | Compétition                                                |
| 3 juillet 1912    | Stockholm Suède        | Autriche - Italie | 5-1      | Jeux olympiques d'été de 1912 (Demi-finale de consolation) |
| 22 décembre 1912  | Gênes Italie           | Italie - Autriche | 1-3      | Match amical                                               |
| 15 juin 1913      | Vienne Autriche        | Autriche - Italie | 2-0      | Match amical                                               |
| 11 janvier 1914   | Milan Italie           | Italie - Autriche | 0-0      | Match amical                                               |
| 15 janvier 1922   | Milan Italie           | Italie - Autriche | 3-3      | Match amical                                               |
| 15 avril 1923     | Vienne Autriche        | Italie - Autriche | 0-0      | Match amical                                               |
| 20 janvier 1924   | Gênes Italie           | Italie - Autriche | 0-4      | Match amical                                               |
| 6 novembre 1927   | Bologne Italie         | Italie - Autriche | 0-1      | Coupe internationale 1927-1930                             |
| 11 novembre 1928  | Rome Italie            | Italie - Autriche | 2-2      | Match amical                                               |
| 7 avril 1929      | Vienne Autriche        | Autriche - Italie | 3-0      | Coupe internationale 1927-1930                             |
| 22 février 1931   | Milan Italie           | Italie - Autriche | 2-1      | Coupe internationale 1931-1932                             |
| 20 mars 1932      | Vienne Autriche        | Autriche - Italie | 2-1      | Coupe internationale 1931-1932                             |
| 11 février 1934   | Turin Italie           | Italie - Autriche | 2-4      | Coupe internationale 1933-1935                             |
| 3 juin 1934       | Milan Italie           | Italie - Autriche | 1-0      | Coupe du monde 1934 (Demi-finale)                          |
| 24 mars 1935      | Vienne Autriche        | Autriche - Italie | 0-2      | Coupe internationale 1933-1935                             |
| 17 mai 1936       | Rome Italie            | Italie - Autriche | 2-2      | Match amical                                               |
| 15 août 1936      | Berlin Allemagne nazie | Italie - Autriche | 2-1 a.p. | Jeux olympiques d'été de 1936 (Finale)                     |
| 1er décembre 1946 | Milan Italie           | Italie - Autriche | 3-2      | Match amical                                               |
| 9 novembre 1947   | Vienne Autriche        | Autriche - Italie | 5-1      | Match amical                                               |
| 22 mai 1949       | Florence Italie        | Italie - Autriche | 3-1      | Coupe internationale 1948-1953                             |
| 2 avril 1950      | Vienne Autriche        | Autriche - Italie | 1-0      | Coupe internationale 1948-1953                             |
| 9 décembre 1956   | Gênes Italie           | Italie - Autriche | 2-1      | Coupe internationale 1955-1960                             |
| 23 mars 1958      | Vienne Autriche        | Autriche - Italie | 3-2      | Coupe internationale 1955-1960                             |
| 10 décembre 1960  | Naples Italie          | Italie - Autriche | 1-2      | Match amical                                               |
| 11 novembre 1962  | Vienne Autriche        | Autriche - Italie | 1-2      | Match amical                                               |
| 9 juin 1963       | Vienne Autriche        | Autriche - Italie | 0-1      | Match amical                                               |
| 14 décembre 1963  | Turin Italie           | Italie - Autriche | 1-0      | Match amical                                               |
| 18 juin 1966      | Milan Italie           | Italie - Autriche | 1-0      | Match amical                                               |
| 31 octobre 1970   | Vienne Autriche        | Autriche - Italie | 1-2      | Qualifications pour l'Euro 1972                            |
| 20 novembre 1971  | Rome Italie            | Italie - Autriche | 2-2      | Qualifications pour l'Euro 1972                            |
| 8 juin 1974       | Vienne Autriche        | Autriche - Italie | 0-0      | Match amical                                               |
| 18 juin 1978      | Buenos Aires Argentine | Italie - Autriche | 1-0      | Coupe du monde 1978 (Second tour, Groupe A - 2ème match)   |
| 26 mars 1986      | Udine Italie           | Italie - Autriche | 2-1      | Match amical                                               |
| 25 mars 1989      | Vienne Autriche        | Autriche - Italie | 0-1      | Match amical                                               |
| 9 juin 1990       | Rome Italie            | Italie - Autriche | 1-0      | Coupe du monde 1990 (Groupe A - 1er match)                 |
| 23 juin 1998      | Saint-Denis France     | Italie - Autriche | 2-1      | Coupe du monde 1998 (Groupe B - 3ème match)                |
| 20 août 2008      | Nice France            | Autriche - Italie | 2-2      | Match amical                                               |
| 26 juin 2021      | Londres Angleterre     | Italie - Autriche | 2-1 a.p. | Euro 2020 (Huitième de finale)                             |
| 20 novembre 2022  | Vienne Autriche        | Autriche - Italie | 2-0      | Match amical                                               |

Bilan
- Total de matchs disputés : 39
- Victoires de l'équipe d'Autriche : 13
- Matchs nuls : 7
- Victoires de l'équipe d'Italie : 18
- Total de buts marqués par l'équipe d'Autriche : 59
- Total de buts marqués par  l'équipe d'Italie : 51

## J

### Japon
Confrontations entre l'Autriche et le Japon :
| Date             | Lieu       | Match            | Score           | Compétition  |
| 7 septembre 2007 | Klagenfurt | Autriche - Japon | 0-0 (4-3 t.a.b) | Match amical |

Bilan
Total de matchs disputés : 1
- Victoires de l'équipe du Japon : 0
- Match nul : 1
- Victoires de l'équipe d'Autriche : 0

## K

### Kazakhstan
Confrontations entre l'équipe du Kazakhstan de football et l'équipe d'Autriche de football :
| Date             | Lieu      | Match                 | Score | Compétition                                                   |
| 7 septembre 2010 | Salzbourg | Autriche - Kazakhstan | 2-0   | Éliminatoires du Championnat d'Europe 2012 (Groupe A)         |
| 11 octobre 2011  | Astana    | Kazakhstan - Autriche | 0-0   | Éliminatoires du Championnat d'Europe 2012 (Groupe A)         |
| 12 octobre 2012  | Astana    | Kazakhstan - Autriche | 0-0   | Éliminatoires de la Coupe du monde 2014 (zone Europe - Gr. C) |
| 16 octobre 2012  | Vienne    | Autriche - Kazakhstan | 4-0   | Éliminatoires de la Coupe du monde 2014 (zone Europe - Gr. C) |
| 10 Octobre 2024  | Salzbourg | Autriche - Kazakhstan |       | LIGUE DES NATIONS 24/25                                       |
| 14 Novembre 2024 | Astana    | Kazakhstan - Autriche |       | LIGUE DES NATIONS 24/25                                       |

Bilan
- Total de matchs disputés : 4
- Victoires de l'équipe d'Autriche : 2
- Matchs nuls : 2
- Victoires de l'équipe du Kazakhstan : 0
- Total de buts marqués par l'équipe d'Autriche : 6
- Total de buts marqués par l'équipe du Kazakhstan : 0

## L

### Lettonie
Confrontations entre l'équipe de Lettonie de football et l'équipe d'Autriche de football :
| Date            | Lieu      | Match               | Score            | Compétition                                                   |
| 5 octobre 1937  | Vienne    | Autriche - Lettonie | 2-1              | Éliminatoires de la Coupe du monde 1938 (zone Europe - Gr. 8) |
| 29 mars 1995    | Salzbourg | Autriche - Lettonie | 5-0              | Éliminatoires du Championnat d'Europe 1996 (Groupe 6)         |
| 16 août 1995    | Riga      | Lettonie - Autriche | 3-2              | Éliminatoires du Championnat d'Europe 1996 (Groupe 6)         |
| 9 novembre 1996 | Vienne    | Autriche - Lettonie | 2-1              | Éliminatoires de la Coupe du monde 1998 (zone Europe - Gr. 4) |
| 8 juin 1997     | Riga      | Lettonie - Autriche | 1-3              | Éliminatoires de la Coupe du monde 1998 (zone Europe - Gr. 4) |
| 9 février 2005  | Limassol  | Autriche - Lettonie | 1-1 (3:5 t.a.b.) | Match amical (Tournoi des 4 Nations)                          |
| 7 juin 2011     | Graz      | Autriche - Lettonie | 3-1              | Match amical                                                  |

Bilan
- Total de matchs disputés : 7
- Victoires de l'équipe d'Autriche : 5
- Matchs nuls : 1
- Victoires de l'équipe de Lettonie : 1
- Total de buts marqués par l'équipe d'Autriche : 18
- Total de buts marqués par l'équipe de Lettonie : 8

### Liechtenstein
Confrontations entre l'équipe du Liechtenstein de football et l'équipe d'Autriche de football :
| Date             | Lieu      | Match                    | Score | Compétition                                                   |
| 7 septembre 1994 | Eschen    | Liechtenstein - Autriche | 0-4   | Éliminatoires du Championnat d'Europe 1996 (Groupe 6)         |
| 26 avril 1995    | Salzbourg | Autriche - Liechtenstein | 7-0   | Éliminatoires du Championnat d'Europe 1996 (Groupe 6)         |
| 2 juin 1998      | Vienne    | Autriche - Liechtenstein | 6-0   | Match amical                                                  |
| 7 octobre 2000   | Vaduz     | Liechtenstein - Autriche | 0-1   | Éliminatoires de la Coupe du monde 2002 (zone Europe - Gr. 7) |
| 25 avril 2001    | Innsbruck | Autriche - Liechtenstein | 2-0   | Éliminatoires de la Coupe du monde 2002 (zone Europe - Gr. 7) |
| 6 octobre 2006   | Vaduz     | Liechtenstein - Autriche | 1-2   | Match amical                                                  |
| 27 mars 2015     | Graz      | Liechtenstein - Autriche | -     | Éliminatoires du Championnat d'Europe 2016 (Groupe G)         |
| 12 octobre 2015  |           | Autriche - Liechtenstein | -     | Éliminatoires du Championnat d'Europe 2016 (Groupe G)         |

Bilan
- Total de matchs disputés : 6
- Victoires de l'équipe d'Autriche : 6
- Matchs nuls : 0
- Victoires de l'équipe du Liechtenstein : 0
- Total de buts marqués par l'équipe d'Autriche : 22
- Total de buts marqués par l'équipe du Liechtenstein : 1

### Lituanie
Confrontations entre l'équipe de Lituanie de football et l'équipe d'Autriche de football :
| Date              | Lieu        | Match               | Score | Compétition                                                   |
| 14 avril 1992     | Vienne      | Autriche - Lituanie | 4-0   | Match amical                                                  |
| 10 septembre 2008 | Marijampolė | Lituanie - Autriche | 2-0   | Éliminatoires de la Coupe du monde 2010 (zone Europe - Gr. 7) |
| 10 octobre 2009   | Innsbruck   | Autriche - Lituanie | 2-1   | Éliminatoires de la Coupe du monde 2010 (zone Europe - Gr. 7) |

Bilan
- Total de matchs disputés : 3
- Victoires de l'équipe d'Autriche : 2
- Matchs nuls : 0
- Victoires de l'équipe de Lituanie : 1
- Total de buts marqués par l'équipe d'Autriche : 6
- Total de buts marqués par l'équipe de Lituanie : 3

### Luxembourg
Confrontations entre l'équipe du Luxembourg de football et l'équipe d'Autriche de football :
| Date              | Lieu       | Match                 | Score | Compétition                                                   |
| 30 septembre 1956 | Vienne     | Autriche - Luxembourg | 7-0   | Éliminatoires de la Coupe du monde 1958 (zone Europe - Gr. 5) |
| 29 septembre 1957 | Luxembourg | Luxembourg - Autriche | 0-3   | Éliminatoires de la Coupe du monde 1958 (zone Europe - Gr. 5) |
| 16 mars 1975      | Luxembourg | Luxembourg - Autriche | 1-2   | Éliminatoires du Championnat d'Europe 1976 (Groupe 2)         |
| 15 octobre 1975   | Vienne     | Autriche - Luxembourg | 6-2   | Éliminatoires du Championnat d'Europe 1976 (Groupe 2)         |
| 28 avril 2004     | Innsbruck  | Autriche - Luxembourg | 4-1   | Match amical                                                  |

Bilan
- Total de matchs disputés : 5
- Victoires de l'équipe d'Autriche : 5
- Matchs nuls : 0
- Victoires de l'équipe du Luxembourg : 0
- Total de buts marqués par l'équipe d'Autriche : 22
- Total de buts marqués par l'équipe du Luxembourg : 4

## M

### Macédoine du Nord
Confrontations entre l'Équipe de Macédoine du Nord de football et l'équipe d'Autriche de football :
| Date         | Lieu     | Match                        | Score | Compétition                                            |
| 10 juin 2019 | Skopje   | Macédoine du Nord - Autriche | 1-4   | Éliminatoires du Championnat d'Europe de football 2020 |
| 13 juin 2021 | Bucarest | Autriche - Macédoine du Nord | 3-1   | Championnat d'Europe de football 2020                  |

Bilan
- Total de matchs disputés : 2
- Victories de l'Macédoine du Nord : 2
- Matchs nuls : 0
- Victories de l'Autriche : 7
- Total de buts marqués par la Macédoine du Nord : 2
- Total de buts marqués par l'Autriche : 7

### Malte
Confrontations entre l'équipe de Malte de football et l'équipe d'Autriche de football :
| Date             | Lieu       | Match            | Score | Compétition                                                   |
| 27 avril 1969    | La Valette | Malte - Autriche | 1-3   | Match amical                                                  |
| 30 avril 1972    | Vienne     | Autriche - Malte | 4-0   | Éliminatoires de la Coupe du monde 1974 (zone Europe - Gr. 1) |
| 25 novembre 1972 | Ta' Qali   | Malte - Autriche | 0-2   | Éliminatoires de la Coupe du monde 1974 (zone Europe - Gr. 1) |
| 5 décembre 1976  | Ta' Qali   | Malte - Autriche | 0-1   | Éliminatoires de la Coupe du monde 1978 (zone Europe - Gr. 3) |
| 30 avril 1977    | Salzbourg  | Autriche - Malte | 9-0   | Éliminatoires de la Coupe du monde 1978 (zone Europe - Gr. 3) |
| 4 octobre 1989   | Ta' Qali   | Malte - Autriche | 1-2   | Match amical                                                  |
| 7 février 2007   | Ta' Qali   | Malte - Autriche | 1-1   | Match amical                                                  |
| 30 mai 2008      | Graz       | Autriche - Malte | 5-1   | Match amical                                                  |

Bilan
- Total de matchs disputés : 8
- Victoires de l'équipe d'Autriche : 7
- Matchs nuls : 1
- Victoires de l'équipe de Malte : 0
- Total de buts marqués par l'équipe d'Autriche : 27
- Total de buts marqués par l'équipe de Malte : 4

### Moldavie
Confrontations entre l'équipe de Moldavie de football et l'équipe d'Autriche de football :
| Date             | Lieu     | Match               | Score | Compétition                                           |
| 7 septembre 2002 | Vienne   | Autriche - Moldavie | 2-0   | Éliminatoires du Championnat d'Europe 2004 (Groupe 3) |
| 7 juin 2003      | Tiraspol | Moldavie - Autriche | 1-0   | Éliminatoires du Championnat d'Europe 2004 (Groupe 3) |
| 9 octobre 2014   | Chișinău | Moldavie - Autriche | 1-2   | Éliminatoires du Championnat d'Europe 2016 (Groupe G) |
| 5 septembre 2015 | Vienne   | Autriche - Moldavie | 1-0   | Éliminatoires du Championnat d'Europe 2016 (Groupe G) |

Bilan
- Total de matchs disputés : 3
- Victoires de l'équipe d'Autriche : 2
- Matchs nuls : 0
- Victoires de l'équipe de Moldavie : 1
- Total de buts marqués par l'équipe d'Autriche : 4
- Total de buts marqués par l'équipe de Moldavie : 2

### Monténégro
Confrontations entre l'équipe du Monténégro de football et l'équipe d'Autriche de football :
| Date            | Lieu   | Match                 | Score | Compétition                                           |
| 12 octobre 2014 | Vienne | Autriche - Monténégro | 1-0   | Éliminatoires du Championnat d'Europe 2016 (Groupe G) |
| 9 octobre 2015  |        | Monténégro - Autriche | -     | Éliminatoires du Championnat d'Europe 2016 (Groupe G) |

Bilan
- Total de matchs disputés : 1
- Victoires de l'équipe d'Autriche : 1
- Matchs nuls : 0
- Victoires de l'équipe du Monténégro : 0
- Total de buts marqués par l'équipe d'Autriche : 1
- Total de buts marqués par l'équipe du Monténégro : 0

## N

### Nigeria
Confrontations entre l'équipe du Nigeria de football et l'équipe d'Autriche de football :
| Date        | Lieu | Match              | Score | Compétition  |
| 27 mai 2008 | Graz | Autriche - Nigeria | 1-1   | Match amical |

Bilan
- Total de matchs disputés : 1
- Victoires de l'équipe d'Autriche : 0
- Matchs nuls : 1
- Victoires de l'équipe du Nigeria : 0
- Total de buts marqués par l'équipe d'Autriche : 1
- Total de buts marqués par l'équipe du Nigeria : 1

### Norvège
Confrontations entre l'équipe de Norvège de football et l'équipe d'Autriche de football :
| Date              | Lieu      | Match              | Score | Compétition                                                |
| 1er juillet 1912  | Stockholm | Autriche - Norvège | 1-0   | Jeux olympiques de 1912 (Tournoi de consolation)           |
| 30 mai 1954       | Vienne    | Autriche - Norvège | 5-0   | Match amical                                               |
| 20 mai 1959       | Oslo      | Norvège - Autriche | 0-1   | Éliminatoires du Championnat d'Europe 1960 (1/8 de finale) |
| 23 septembre 1959 | Vienne    | Autriche - Norvège | 5-2   | Éliminatoires du Championnat d'Europe 1960 (1/8 de finale) |
| 22 juin 1960      | Oslo      | Norvège - Autriche | 1-2   | Match amical                                               |
| 20 août 1978      | Oslo      | Norvège - Autriche | 0-2   | Éliminatoires du Championnat d'Europe 1980 (Groupe 2)      |
| 29 août 1979      | Vienne    | Autriche - Norvège | 4-0   | Éliminatoires du Championnat d'Europe 1980 (Groupe 2)      |
| 31 mai 1989       | Oslo      | Norvège - Autriche | 4-1   | Match amical                                               |
| 17 avril 1991     | Vienne    | Autriche - Norvège | 0-0   | Match amical                                               |
| 20 novembre 2002  | Vienne    | Autriche - Norvège | 0-1   | Match amical                                               |
| 4 septembre 2020  | Oslo      | Norvège - Autriche | 1-2   | Ligue des nations de l'UEFA 2020-2021                      |
| 18 Novembre 2020  | Vienne    | Autriche - Norvège | 1-1   | Ligue des nations de l'UEFA 2020-2021                      |
| 9 Septembre 2024  | Oslo      | Norvège - Autriche |       | Ligue des Nations 24/25                                    |
| 13 Octobre 2024   | Vienne    | Autriche - Norvège |       | Ligue des Nations 24/25                                    |

Bilan
- Total de matchs disputés : 12
- Victoires de l'équipe d'Autriche : 9
- Matchs nuls : 2
- Victoires de l'équipe de Norvège : 3
- Total de buts marqués par l'équipe d'Autriche : 24
- Total de buts marqués par l'équipe de Norvège : 10

## P

### Paraguay
Confrontations entre l'équipe du Paraguay de football et l'équipe d'Autriche de football :
| Date        | Lieu   | Match               | Score | Compétition  |
| 2 juin 2007 | Vienne | Autriche - Paraguay | 0-0   | Match amical |

Bilan
- Total de matchs disputés : 1
- Victoires de l'équipe d'Autriche : 0
- Matchs nuls : 1
- Victoires de l'équipe du Paraguay : 0
- Total de buts marqués par l'équipe d'Autriche : 0
- Total de buts marqués par l'équipe du Paraguay : 0

### Pays-Bas
Confrontations entre l'équipe des Pays-Bas de football et l'équipe d'Autriche de football :
| Date              | Lieu               | Match               | Score | Compétition                                                   |
| 30 juin 1912      | Solna              | Pays-Bas - Autriche | 3-1   | Jeux olympiques de 1912 (Quart de finale)                     |
| 10 décembre 1933  | Amsterdam          | Pays-Bas - Autriche | 0-1   | Match amical                                                  |
| 26 mai 1957       | Vienne             | Autriche - Pays-Bas | 3-2   | Éliminatoires de la Coupe du monde 1958 (zone Europe - Gr. 5) |
| 25 septembre 1957 | Amsterdam          | Pays-Bas - Autriche | 1-1   | Éliminatoires de la Coupe du monde 1958 (zone Europe - Gr. 5) |
| 12 avril 1964     | Amsterdam          | Pays-Bas - Autriche | 1-1   | Match amical                                                  |
| 18 septembre 1966 | Vienne             | Autriche - Pays-Bas | 2-1   | Match amical                                                  |
| 28 mars 1973      | Vienne             | Autriche - Pays-Bas | 1-0   | Match amical                                                  |
| 27 mars 1974      | Rotterdam          | Pays-Bas - Autriche | 1-1   | Match amical                                                  |
| 20 mai 1978       | Vienne             | Autriche - Pays-Bas | 0-1   | Match amical                                                  |
| 14 juin 1978      | Córdoba            | Pays-Bas - Autriche | 5-1   | Coupe du monde 1978 (2nd tour - Gr. A)                        |
| 14 novembre 1984  | Vienne             | Autriche - Pays-Bas | 1-0   | Éliminatoires de la Coupe du monde 1986 (zone Europe - Gr. 5) |
| 1er mai 1985      | Rotterdam          | Pays-Bas - Autriche | 1-1   | Éliminatoires de la Coupe du monde 1986 (zone Europe - Gr. 5) |
| 30 mai 1990       | Vienne             | Autriche - Pays-Bas | 3-2   | Match amical                                                  |
| 27 mai 1992       | Sittard            | Pays-Bas - Autriche | 3-2   | Match amical                                                  |
| 16 octobre 2002   | Vienne             | Autriche - Pays-Bas | 0-3   | Éliminatoires du Championnat d'Europe 2004 (Groupe 3)         |
| 6 septembre 2003  | Rotterdam          | Pays-Bas - Autriche | 3-1   | Éliminatoires du Championnat d'Europe 2004 (Groupe 3)         |
| 26 mars 2008      | Vienne             | Autriche - Pays-Bas | 3-4   | Match amical                                                  |
| 9 février 2011    | Eindhoven          | Pays-Bas - Autriche | 3-1   | Match amical                                                  |
| 17 juin 2021      | Amsterdam Pays-Bas | Pays-Bas - Autriche | 2-0   | Euro 2020                                                     |
| 25 Juin 2024      | Berlin             | Pays-Bas - Autriche | 2-3   | Euro 2024                                                     |

Bilan
- Total de matchs disputés : 20
- Victoires de l'équipe d'Autriche : 7
- Matchs nuls : 4
- Victoires de l'équipe des Pays-Bas : 9
- Total de buts marqués par l'équipe d'Autriche : 27
- Total de buts marqués par l'équipe des Pays-Bas : 38

### Pays de Galles
Confrontations entre l'équipe du pays de Galles de football et l'équipe d'Autriche de football :
| Date             | Lieu    | Match                     | Score | Compétition                                                   |
| 9 mai 1954       | Vienne  | Autriche - Pays de Galles | 2-0   | Match amical                                                  |
| 23 novembre 1955 | Wrexham | Pays de Galles - Autriche | 1-2   | Match amical                                                  |
| 4 septembre 1974 | Vienne  | Autriche - Pays de Galles | 2-1   | Éliminatoires du Championnat d'Europe 1976 (Groupe 2)         |
| 19 novembre 1975 | Wrexham | Pays de Galles - Autriche | 1-0   | Éliminatoires du Championnat d'Europe 1976 (Groupe 2)         |
| 29 avril 1992    | Vienne  | Autriche - Pays de Galles | 1-1   | Match amical                                                  |
| 26 mars 2005     | Cardiff | Pays de Galles - Autriche | 0-2   | Éliminatoires de la Coupe du monde 2006 (zone Europe - Gr. 6) |
| 30 mars 2005     | Vienne  | Autriche - Pays de Galles | 1-0   | Éliminatoires de la Coupe du monde 2006 (zone Europe - Gr. 6) |
| 6 février 2013   | Swansea | Pays de Galles - Autriche | 2-1   | Match amical                                                  |
| 24 March 2022    | Cardiff | Pays de Galles - Autriche |       | Éliminatoire de la coupe du monde 2022                        |

Bilan
- Total de matchs disputés : 8
- Victoires de l'équipe d'Autriche : 5
- Matchs nuls : 1
- Victoires de l'équipe du pays de Galles : 2
- Total de buts marqués par l'équipe d'Autriche : 11
- Total de buts marqués par l'équipe du pays de Galles : 6

### Pérou
Confrontations entre l'équipe du Pérou de football et l'équipe d'Autriche de football :
| Date         | Lieu   | Match            | Score    | Compétition                               |
| 11 août 1936 | Berlin | Pérou - Autriche | 4-2 (ap) | Jeux olympiques de 1936 (Quart de finale) |

Bilan
- Total de matchs disputés : 1
- Victoires de l'équipe d'Autriche : 0
- Matchs nuls : 0
- Victoires de l'équipe du Pérou : 1
- Total de buts marqués par l'équipe d'Autriche : 2
- Total de buts marqués par l'équipe du Pérou : 4

### Pologne
Confrontations entre l'équipe de Pologne de football et l'équipe d'Autriche de football :
| Date             | Lieu      | Match              | Score | Compétition                                                   |
| 12 mai 1935      | Vienne    | Autriche - Pologne | 5-2   | Match amical                                                  |
| 6 octobre 1935   | Varsovie  | Pologne - Autriche | 1-0   | Match amical                                                  |
| 11 août 1936     | Berlin    | Pologne - Autriche | 1-3   | Jeux olympiques de 1936 (Demi-finale)                         |
| 24 août 1977     | Vienne    | Autriche - Pologne | 2-1   | Match amical                                                  |
| 19 mai 1992      | Salzbourg | Autriche - Pologne | 2-4   | Match amical                                                  |
| 17 mai 1994      | Katowice  | Pologne - Autriche | 3-4   | Match amical                                                  |
| 9 octobre 2004   | Vienne    | Autriche - Pologne | 1-3   | Éliminatoires de la Coupe du monde 2006 (zone Europe - Gr. 6) |
| 3 septembre 2005 | Chorzów   | Pologne - Autriche | 3-2   | Éliminatoires de la Coupe du monde 2006 (zone Europe - Gr. 6) |
| 12 juin 2008     | Vienne    | Autriche - Pologne | 1-1   | Championnat d'Europe 2008 (Groupe B)                          |
| 21 Mars 2019     | Vienne    | Autriche - Pologne | 0-1   | Qualification Euro 2020                                       |
| 9 Septembre 2019 | Varsovie  | Pologne - Autriche | 0-0   | Qualification Euro 2020                                       |
| 21 Juin 2024     | Berlin    | Pologne - Autriche | 1-3   | Euro 2024 (Groupe D)                                          |

Bilan
- Total de matchs disputés : 12
- Victoires de l'équipe d'Autriche : 5
- Matchs nuls : 2
- Victoires de l'équipe de Pologne : 5
- Total de buts marqués par l'équipe d'Autriche : 23
- Total de buts marqués par l'équipe de Pologne : 21

### Portugal
Confrontations entre le Portugal et l'Autriche :
| Date              | Lieu              | Match               | Score | Compétition                                |
| 26 janvier 1936   | Porto Portugal    | Portugal - Autriche | 2-3   | Match amical                               |
| 23 novembre 1952  | Porto Portugal    | Portugal - Autriche | 1-1   | Match amical                               |
| 26 septembre 1953 | Vienne Autriche   | Autriche - Portugal | 9-1   | Qualifications pour la Coupe du monde 1954 |
| 29 novembre 1953  | Lisbonne Portugal | Portugal - Autriche | 0-0   | Qualifications pour la Coupe du monde 1954 |
| 15 novembre 1978  | Vienne Autriche   | Autriche - Portugal | 1-2   | Qualifications pour l'Euro 1980            |
| 21 novembre 1979  | Lisbonne Portugal | Portugal - Autriche | 1-2   | Qualifications pour l'Euro 1980            |
| 4 septembre 1991  | Porto Portugal    | Portugal - Autriche | 1-1   | Match amical                               |
| 2 septembre 1992  | Linz Autriche     | Autriche - Portugal | 1-1   | Match amical                               |
| 13 novembre 1994  | Lisbonne Portugal | Portugal - Autriche | 1-0   | Qualifications pour l'Euro 1996            |
| 11 novembre 1995  | Vienne Autriche   | Autriche - Portugal | 1-1   | Qualifications pour l'Euro 1996            |
| 18 juin 2016      | Paris France      | Portugal - Autriche | 0-0   | Euro 2016                                  |

Bilan
- Total de matchs disputés : 11
- Victoires de l'équipe du Portugal : 2
- Victoires de l'équipe d'Autriche : 3
- Matchs nuls : 6

## R

### Roumanie
Confrontations entre l'équipe de Roumanie de football et l'équipe d'Autriche de football :
| Date              | Lieu       | Match               | Score | Compétition                                                   |
| 20 mai 1924       | Vienne     | Autriche - Roumanie | 4-1   | Match amical                                                  |
| 1er mai 1968      | Linz       | Autriche - Roumanie | 1-1   | Match amical                                                  |
| 3 septembre 1972  | Craiova    | Roumanie - Autriche | 1-1   | Match amical                                                  |
| 10 septembre 1986 | Bucarest   | Roumanie - Autriche | 4-0   | Éliminatoires du Championnat d'Europe 1988 (Groupe 1)         |
| 18 novembre 1987  | Vienne     | Autriche - Roumanie | 0-0   | Éliminatoires du Championnat d'Europe 1988 (Groupe 1)         |
| 1er avril 2009    | Klagenfurt | Autriche - Roumanie | 2-1   | Éliminatoires de la Coupe du monde 2010 (zone Europe - Gr. 7) |
| 9 septembre 2009  | Bucarest   | Roumanie - Autriche | 1-1   | Éliminatoires de la Coupe du monde 2010 (zone Europe - Gr. 7) |
| 5 juin 2012       | Innsbruck  | Autriche - Roumanie | 0-0   | Match amical                                                  |

Bilan
- Total de matchs disputés : 8
- Victoires de l'équipe d'Autriche : 2
- Matchs nuls : 5
- Victoires de l'équipe de Roumanie : 1
- Total de buts marqués par l'équipe d'Autriche : 9
- Total de buts marqués par l'équipe de Roumanie : 9

### Russie
Confrontations entre l'équipe d'Autriche de football et les équipes d'URSS et de Russie de football :
| Date              | Lieu        | Match           | Score | Compétition                                                   |
| 11 juin 1958      | Borås Suède | URSS - Autriche | 2-0   | Coupe du monde 1958 (1er tour - Gr. D)                        |
| 4 septembre 1960  | Vienne      | Autriche - URSS | 3-1   | Match amical                                                  |
| 10 septembre 1961 | Moscou      | URSS - Autriche | 0-1   | Match amical                                                  |
| 11 octobre 1964   | Vienne      | Autriche - URSS | 1-0   | Match amical                                                  |
| 16 mai 1965       | Moscou      | URSS - Autriche | 0-0   | Match amical                                                  |
| 24 avril 1966     | Vienne      | Autriche - URSS | 0-1   | Match amical                                                  |
| 11 juin 1967      | Moscou      | URSS - Autriche | 4-3   | Éliminatoires du Championnat d'Europe 1968 (Groupe 3)         |
| 15 octobre 1967   | Vienne      | Autriche- URSS  | 1-0   | Éliminatoires du Championnat d'Europe 1968 (Groupe 3)         |
| 16 juin 1968      | Léningrad   | URSS - Autriche | 3-1   | Match amical                                                  |
| 23 juin 1976      | Vienne      | Autriche - URSS | 1-2   | Match amical                                                  |
| 17 mai 1983       | Vienne      | Autriche - URSS | 2-2   | Match amical                                                  |
| 27 mars 1985      | Tbilissi    | URSS - Autriche | 2-0   | Match amical                                                  |
| 19 octobre 1988   | Kiev        | URSS - Autriche | 2-0   | Éliminatoires de la Coupe du monde 1990 (zone Europe - Gr. 3) |
| 6 septembre 1989  | Vienne      | Autriche - URSS | 0-0   | Éliminatoires de la Coupe du monde 1990 (zone Europe - Gr. 3) |

| Date             | Lieu       | Match             | Score | Compétition                                           |
| 17 août 1994     | Klagenfurt | Autriche - Russie | 0-3   | Match amical                                          |
| 25 mai 2004      | Graz       | Autriche - Russie | 0-0   | Match amical                                          |
| 15 novembre 2014 | Vienne     | Autriche - Russie | 1-0   | Éliminatoires du Championnat d'Europe 2016 (Groupe G) |
| 14 juin 2015     |            | Russie - Autriche | -     | Éliminatoires du Championnat d'Europe 2016 (Groupe G) |

Bilan
- Total de matchs disputés : 17
- Victoires de l'équipe d'Autriche : 5
- Matchs nuls : 4
- Victoires de l'équipe de Russie : 8
- Total de buts marqués par l'équipe d'Autriche : 14
- Total de buts marqués par l'équipe de Russie : 22

## S

### Saint-Marin
Confrontations entre l'équipe de Saint-Marin de football et l'équipe d'Autriche de football :
| Date            | Lieu       | Match                  | Score | Compétition                                           |
| 14 octobre 1998 | Serravalle | Saint-Marin - Autriche | 1-4   | Éliminatoires du Championnat d'Europe 2000 (Groupe 6) |
| 28 avril 1999   | Graz       | Autriche - Saint-Marin | 7-0   | Éliminatoires du Championnat d'Europe 2000 (Groupe 6) |

Bilan
- Total de matchs disputés : 2
- Victoires de l'équipe d'Autriche : 2
- Matchs nuls : 0
- Victoires de l'équipe de Saint-Marin : 0
- Total de buts marqués par l'équipe d'Autriche : 11
- Total de buts marqués par l'équipe de Saint-Marin : 1

### Slovaquie
Confrontations entre l'équipe de Slovaquie de football et l'équipe d'Autriche de football :
| Date             | Lieu       | Match                | Score | Compétition  |
| 27 mars 2002     | Graz       | Autriche - Slovaquie | 2-0   | Match amical |
| 31 mars 2004     | Bratislava | Slovaquie - Autriche | 1-1   | Match amical |
| 10 août 2011     | Klagenfurt | Autriche - Slovaquie | 1-2   | Match amical |
| 15 novembre 2016 | Vienne     | Autriche - Slovaquie | 0-0   | Match amical |
| 6 juin 2021      | Vienne     | Autriche - Slovaquie | 0-0   | Match amical |

Bilan
- Total de matchs disputés : 5
- Victoires de l'équipe d'Autriche : 1
- Matchs nuls : 3
- Victoires de l'équipe de Slovaquie : 1
- Total de buts marqués par l'équipe d'Autriche : 4
- Total de buts marqués par l'équipe de Slovaquie : 3

### Slovénie
Confrontations entre l'équipe de Slovénie de football et l'équipe d'Autriche de football :
| Date             | Lieu      | Match               | Score | Compétition             |
| 18 mars 1997     | Linz      | Autriche - Slovénie | 0-2   | Match amical            |
| 7 Juin 2019      | Vienne    | Autriche - Slovénie | 1-0   | Euro 2020 Q             |
| 13 Octobre 2019  | Ljubljana | Slovénie ̈ Autriche  | 0-1   | Euro 2020 Q             |
| 6 Septembre 2024 | Ljubljana | Slovénie ̈ Autriche  |       | LIGUE DES NATIONS 24/25 |
| 17 Novembre 2024 | Linz      | Autriche - Slovénie |       | LIGUE DES NATIONS 24/25 |

Bilan
- Total de matchs disputés : 3
- Victoires de l'équipe d'Autriche :2
- Matchs nuls : 0
- Victoires de l'équipe de Slovénie : 1
- Total de buts marqués par l'équipe d'Autriche :2
- Total de buts marqués par l'équipe de Slovénie : 2

### Suède
Confrontations entre l'équipe de Suède de football et l'équipe d'Autriche de football :
| Date             | Lieu          | Match            | Score | Compétition                                                     |
| 27 mars 1921     | Vienne        | Autriche - Suède | 2-2   | Match amical                                                    |
| 24 juillet 1921  | Stockholm     | Suède - Autriche | 1-3   | Match amical                                                    |
| 10 juin 1923     | Göteborg      | Suède - Autriche | 4-2   | Match amical                                                    |
| 9 novembre 1924  | Vienne        | Autriche - Suède | 1-1   | Match amical                                                    |
| 5 juillet 1925   | Stockholm     | Suède - Autriche | 2-4   | Match amical                                                    |
| 7 novembre 1926  | Vienne        | Autriche - Suède | 3-1   | Match amical                                                    |
| 29 juillet 1928  | Stockholm     | Suède - Autriche | 2-3   | Match amical                                                    |
| 16 novembre 1930 | Vienne        | Autriche - Suède | 4-1   | Match amical                                                    |
| 17 juillet 1932  | Stockholm     | Suède - Autriche | 3-4   | Match amical                                                    |
| 11 juillet 1948  | Stockholm     | Suède - Autriche | 3-2   | Match amical                                                    |
| 2 août 1948      | Londres       | Suède - Autriche | 3-0   | Jeux olympiques de 1948 (1er tour)                              |
| 14 novembre 1948 | Vienne        | Autriche - Suède | 2-1   | Match amical                                                    |
| 31 octobre 1954  | Stockholm     | Suède - Autriche | 2-1   | Match amical                                                    |
| 5 mai 1957       | Vienne        | Autriche - Suède | 1-0   | Match amical                                                    |
| 5 octobre 1966   | Stockholm     | Suède - Autriche | 4-1   | Match amical                                                    |
| 26 mai 1971      | Solna         | Suède - Autriche | 1-0   | Éliminatoires du Championnat d'Europe 1972 (Groupe 6)           |
| 4 septembre 1971 | Vienne        | Autriche - Suède | 1-0   | Éliminatoires du Championnat d'Europe 1972 (Groupe 6)           |
| 10 juin 1972     | Vienne        | Autriche - Suède | 2-0   | Éliminatoires de la Coupe du monde 1974 (zone Europe - Gr. 1)   |
| 23 mai 1973      | Göteborg      | Suède - Autriche | 3-2   | Éliminatoires de la Coupe du monde 1974 (zone Europe - Gr. 1)   |
| 27 novembre 1973 | Gelsenkirchen | Suède - Autriche | 2-1   | Éliminatoires de la Coupe du monde 1974 (zone Europe - barrage) |
| 28 avril 1976    | Vienne        | Autriche - Suède | 1-0   | Match amical                                                    |
| 7 juin 1978      | Buenos Aires  | Autriche - Suède | 1-0   | Coupe du monde 1978 (1er tour - Gr. 3)                          |
| 14 mai 1986      | Salzbourg     | Autriche - Suède | 1-0   | Match amical                                                    |
| 1er mai 1991     | Solna         | Suède - Autriche | 6-0   | Match amical                                                    |
| 19 mai 1993      | Solna         | Suède - Autriche | 1-0   | Éliminatoires de la Coupe du monde 1994 (zone Europe - Gr. 6)   |
| 10 novembre 1993 | Vienne        | Autriche - Suède | 1-1   | Éliminatoires de la Coupe du monde 1994 (zone Europe - Gr. 6)   |
| 9 octobre 1996   | Solna         | Suède - Autriche | 0-1   | Éliminatoires de la Coupe du monde 1998 (zone Europe - Gr. 4)   |
| 6 septembre 1997 | Vienne        | Autriche - Suède | 1-0   | Éliminatoires de la Coupe du monde 1998 (zone Europe - Gr. 4)   |
| 18 août 1999     | Malmö         | Suède - Autriche | 0-0   | Match amical                                                    |
| 29 mars 2000     | Graz          | Autriche - Suède | 1-1   | Match amical                                                    |
| 11 février 2009  | Graz          | Autriche - Suède | 0-2   | Match amical                                                    |
| 7 juin 2013      | Vienne        | Autriche - Suède | 2-1   | Éliminatoires de la Coupe du monde 2014 (zone Europe - Gr. C)   |
| 11 octobre 2013  | Solna         | Suède - Autriche | 2-1   | Éliminatoires de la Coupe du monde 2014 (zone Europe - Gr. C)   |
| 8 septembre 2014 | Vienne        | Autriche - Suède | 1-1   | Éliminatoires du Championnat d'Europe 2016 (Groupe G)           |
| 8 septembre 2015 |               | Suède - Autriche | -     | Éliminatoires du Championnat d'Europe 2016 (Groupe G)           |

Bilan
- Total de matchs disputés : 34
- Victoires de l'équipe d'Autriche : 16
- Matchs nuls : 6
- Victoires de l'équipe de Suède : 12
- Total de buts marqués par l'équipe d'Autriche : 50
- Total de buts marqués par l'équipe de Suède : 51

À noter qu'un huitième de la finale de la Coupe du monde 1938 devait opposer l'Autriche et la Suède, mais l'Autriche ayant déclaré forfait à la suite de l'Anschluss, le match n'eut pas lieu.

### Suisse
Confrontations entre l'équipe d'Autriche de football et l'équipe de Suisse de football :
| Date              | Lieu                | Match             | Score | Compétition                               |
| 23 décembre 1917  | Bâle Suisse         | Suisse - Autriche | 0-1   | Match amical                              |
| 26 décembre 1917  | Zurich Suisse       | Suisse - Autriche | 3-2   | Match amical                              |
| 1er mai 1921      | Bâle Suisse         | Suisse - Autriche | 2-2   | Match amical                              |
| 11 juin 1922      | Vienne Autriche     | Autriche - Suisse | 7-1   | Match amical                              |
| 21 décembre 1922  | Genève Suisse       | Suisse - Autriche | 2-0   | Match amical                              |
| 22 mars 1925      | Vienne Autriche     | Autriche - Suisse | 2-0   | Match amical                              |
| 8 novembre 1925   | Berne Suisse        | Suisse - Autriche | 2-0   | Match amical                              |
| 10 octobre 1926   | Vienne Autriche     | Autriche - Suisse | 7-1   | Match amical                              |
| 29 mai 1927       | Zurich Suisse       | Suisse - Autriche | 1-4   | Match amical                              |
| 28 octobre 1928   | Vienne Autriche     | Autriche - Suisse | 2-0   | Match amical                              |
| 27 octobre 1929   | Berne Suisse        | Suisse - Autriche | 1-3   | Match amical                              |
| 16 juin 1931      | Vienne Autriche     | Autriche - Suisse | 2-0   | Match amical                              |
| 29 novembre 1931  | Bâle Suisse         | Suisse - Autriche | 1-8   | Match amical                              |
| 23 octobre 1932   | Vienne Autriche     | Autriche - Suisse | 3-1   | Match amical                              |
| 25 mars 1934      | Genève Suisse       | Suisse - Autriche | 2-3   | Match amical                              |
| 11 novembre 1934  | Vienne Autriche     | Autriche - Suisse | 3-0   | Match amical                              |
| 8 novembre 1936   | Zurich Suisse       | Suisse - Autriche | 1-3   | Match amical                              |
| 19 septembre 1937 | Vienne Autriche     | Autriche - Suisse | 4-3   | Match amical                              |
| 10 novembre 1946  | Berne Suisse        | Suisse - Autriche | 1-0   | Match amical                              |
| 18 avril 1948     | Vienne Autriche     | Autriche - Suisse | 3-1   | Match amical                              |
| 3 avril 1949      | Lausanne Suisse     | Suisse - Autriche | 1-2   | Match amical                              |
| 19 mars 1950      | Vienne Autriche     | Autriche - Suisse | 3-3   | Match amical                              |
| 22 juin 1952      | Genève Suisse       | Autriche - Suisse | 1-1   | Match amical                              |
| 26 juin 1954      | Lausanne Suisse     | Autriche - Suisse | 7-5   | Quart de finale de la Coupe du monde 1954 |
| 1er mai 1955      | Berne Suisse        | Suisse - Autriche | 2-3   | Match amical                              |
| 14 avril 1957     | Vienne Autriche     | Autriche - Suisse | 4-0   | Match amical                              |
| 22 septembre 1968 | Berne Suisse        | Suisse - Autriche | 1-0   | Match amical                              |
| 22 septembre 1976 | Linz Autriche       | Autriche - Suisse | 3-1   | Match amical                              |
| 4 avril 1978      | Bâle Suisse         | Suisse - Autriche | 0-1   | Match amical                              |
| 27 août 1986      | Innsbruck Autriche  | Autriche - Suisse | 1-1   | Match amical                              |
| 18 août 1987      | Saint-Gall Suisse   | Autriche - Suisse | 2-2   | Match amical                              |
| 5 février 1988    | Monte-Carlo Monaco  | Autriche - Suisse | 1-2   | Match amical                              |
| 21 août 1990      | Vienne Autriche     | Autriche - Suisse | 1-3   | Match amical                              |
| 27 mars 1996      | Vienne Autriche     | Autriche - Suisse | 1-0   | Match amical                              |
| 10 mars 1999      | Saint-Gall Suisse   | Suisse - Autriche | 2-4   | Match amical                              |
| 15 août 2001      | Vienne Autriche     | Autriche - Suisse | 1-2   | Match amical                              |
| 21 août 2002      | Bâle Suisse         | Suisse - Autriche | 3-2   | Match amical                              |
| 11 octobre 2006   | Innsbruck Autriche  | Autriche - Suisse | 2-1   | Match amical                              |
| 13 octobre 2007   | Zurich Suisse       | Suisse - Autriche | 3-1   | Match amical                              |
| 11 août 2010      | Klagenfurt Autriche | Autriche - Suisse | 0-1   | Match amical                              |

Bilan
- Total de matchs disputés : 40
- Victoires de l'équipe d'Autriche : 24 (60 %)
  - Plus large victoire : 8-1
  - Total des buts marqués : 99
- Victoires de l'équipe de Suisse : 12 (30 %)
  - Plus large victoire : 3-1
  - Total des buts marqués : 58
- Match nul : 5 (10 %)

Source
- www.fifa.com

## T

### Tchécoslovaquie et République tchèque
Confrontations entre la équipe de Tchécoslovaquie de football  puis celle de la République tchèque et l'équipe d'Autriche de football :
| Date              | Lieu       | Match                      | Score | Compétition                            |
| 24 mai 1925       | Prague     | Tchécoslovaquie - Autriche | 3-1   | Match amical                           |
| 14 mars 1926      | Vienne     | Autriche - Tchécoslovaquie | 2-0   | Match amical                           |
| 28 septembre 1926 | Prague     | Tchécoslovaquie - Autriche | 1-2   | Match amical                           |
| 20 mars 1927      | Vienne     | Autriche - Tchécoslovaquie | 1-2   | Match amical                           |
| 18 septembre 1927 | Prague     | Tchécoslovaquie - Autriche | 2-0   | Coupe internationale 1927-1930         |
| 1er avril 1928    | Vienne     | Autriche - Tchécoslovaquie | 0-1   | Coupe internationale 1927-1930         |
| 17 mars 1929      | Prague     | Tchécoslovaquie - Autriche | 3-3   | Match amical                           |
| 15 septembre 1929 | Vienne     | Autriche - Tchécoslovaquie | 2-1   | Match amical                           |
| 23 mars 1930      | Prague     | Tchécoslovaquie - Autriche | 2-2   | Match amical                           |
| 12 avril 1931     | Vienne     | Autriche - Tchécoslovaquie | 2-1   | Coupe internationale 1931-1932         |
| 22 mai 1932       | Prague     | Tchécoslovaquie - Autriche | 1-1   | Coupe internationale 1931-1932         |
| 9 avril 1933      | Vienne     | Autriche - Tchécoslovaquie | 1-2   | Match amical                           |
| 17 septembre 1933 | Prague     | Tchécoslovaquie - Autriche | 3-3   | Match amical                           |
| 23 septembre 1934 | Vienne     | Autriche - Tchécoslovaquie | 2-2   | Coupe internationale 1933-1935         |
| 14 avril 1935     | Prague     | Tchécoslovaquie - Autriche | 0-0   | Coupe internationale 1933-1935         |
| 22 mars 1936      | Vienne     | Autriche - Tchécoslovaquie | 1-1   | Coupe internationale 1936-1938         |
| 24 octobre 1937   | Prague     | Tchécoslovaquie - Autriche | 2-1   | Coupe internationale 1936-1938         |
| 27 octobre 1946   | Vienne     | Autriche - Tchécoslovaquie | 3-4   | Match amical                           |
| 5 octobre 1947    | Prague     | Tchécoslovaquie - Autriche | 3-2   | Match amical                           |
| 31 octobre 1948   | Bratislava | Tchécoslovaquie - Autriche | 3-1   | Coupe internationale 1948-1953         |
| 25 septembre 1949 | Vienne     | Autriche - Tchécoslovaquie | 3-1   | Coupe internationale 1948-1953         |
| 19 juin 1954      | Zurich     | Autriche - Tchécoslovaquie | 5-0   | Coupe du monde 1954 (1er tour - Gr. C) |
| 27 mars 1955      | Brno       | Tchécoslovaquie - Autriche | 3-2   | Coupe internationale 1955-1960         |
| 13 octobre 1957   | Vienne     | Autriche - Tchécoslovaquie | 2-2   | Coupe internationale 1955-1960         |
| 1er mai 1960      | Prague     | Tchécoslovaquie - Autriche | 4-0   | Match amical                           |
| 16 septembre 1962 | Vienne     | Autriche - Tchécoslovaquie | 0-6   | Match amical                           |
| 24 avril 1963     | Vienne     | Autriche - Tchécoslovaquie | 3-1   | Match amical                           |
| 12 avril 1970     | Vienne     | Autriche - Tchécoslovaquie | 1-3   | Match amical                           |
| 8 avril 1972      | Brno       | Tchécoslovaquie - Autriche | 2-0   | Match amical                           |
| 7 juin 1975       | Vienne     | Autriche - Tchécoslovaquie | 0-0   | Match amical                           |
| 1er juin 1977     | Ostrava    | Tchécoslovaquie - Autriche | 0-0   | Match amical                           |
| 28 avril 1982     | Vienne     | Autriche - Tchécoslovaquie | 2-1   | Match amical                           |
| 20 septembre 1988 | Prague     | Tchécoslovaquie - Autriche | 4-2   | Match amical                           |
| 11 avril 1989     | Graz       | Autriche - Tchécoslovaquie | 1-2   | Match amical                           |
| 15 juin 1990      | Florence   | Autriche - Tchécoslovaquie | 0-1   | Coupe du monde 1990 (1er tour - Gr. A) |
| 19 août 1992      | Bratislava | Tchécoslovaquie - Autriche | 2-2   | Match amical                           |

| Date            | Lieu      | Match                         | Score | Compétition                                           |
| 29 mai 1996     | Salzbourg | Autriche - République tchèque | 1-0   | Match amical                                          |
| 2 avril 2003    | Prague    | République tchèque - Autriche | 4-0   | Éliminatoires du Championnat d'Europe 2004 (Groupe 3) |
| 11 octobre 2003 | Vienne    | Autriche - République tchèque | 2-3   | Éliminatoires du Championnat d'Europe 2004 (Groupe 3) |
| 22 août 2007    | Vienne    | Autriche - République tchèque | 1-1   | Match amical                                          |
| 3 juin 2014     | Olomouc   | République tchèque - Autriche | 1-2   | Match amical                                          |

Bilan
- Total de matchs disputés : 41
- Victoires de l'équipe d'Autriche : 10
- Matchs nuls : 12
- Victoires de l'équipe de Tchécoslovaquie et de l'équipe de République tchèque : 19
- Total de buts marqués par l'équipe d'Autriche : 59
- Total de buts marqués par l'équipe de Tchécoslovaquie et par l'équipe de République tchèque : 78

### Trinité-et-Tobago
Confrontations entre l'équipe de Trinité-et-Tobago de football et l'équipe d'Autriche de football :
| Date             | Lieu   | Match                        | Score | Compétition  |
| 15 novembre 2006 | Vienne | Autriche - Trinité-et-Tobago | 4-1   | Match amical |

Bilan
- Total de matchs disputés : 1
- Victoires de l'équipe d'Autriche : 1
- Matchs nuls : 0
- Victoires de l'équipe de Trinité-et-Tobago : 0
- Total de buts marqués par l'équipe d'Autriche : 4
- Total de buts marqués par l'équipe de Trinité-et-Tobago : 1

### Tunisie
Confrontations entre l'équipe de Tunisie de football et l'équipe d'Autriche de football :
| Date             | Lieu   | Match              | Score | Compétition  |
| 27 mai 1998      | Vienne | Autriche - Tunisie | 2-1   | Match amical |
| 21 novembre 2007 | Vienne | Autriche - Tunisie | 0-0   | Match amical |

Bilan
- Total de matchs disputés : 2
- Victoires de l'équipe d'Autriche : 1
- Matchs nuls : 1
- Victoires de l'équipe de Tunisie : 0
- Total de buts marqués par l'équipe d'Autriche : 2
- Total de buts marqués par l'équipe de Tunisie : 1

### Turquie
Confrontations entre l'équipe de Turquie de football et l'équipe d'Autriche de football :
| Date             | Lieu     | Match              | Score | Compétition                                                     |
| 30 mai 1948      | Istanbul | Turquie - Autriche | 0-1   | Match amical                                                    |
| 20 mars 1949     | Vienne   | Autriche - Turquie | 1-0   | Match amical                                                    |
| 13 novembre 1974 | Istanbul | Turquie - Autriche | 0-1   | Match amical                                                    |
| 17 avril 1977    | Vienne   | Autriche - Turquie | 1-0   | Éliminatoires de la Coupe du monde 1978 (zone Europe - Gr. 3)   |
| 30 octobre 1977  | Izmir    | Turquie - Autriche | 0-1   | Éliminatoires de la Coupe du monde 1978 (zone Europe - Gr. 3)   |
| 17 novembre 1982 | Vienne   | Autriche - Turquie | 4-0   | Éliminatoires du Championnat d'Europe 1984 (Groupe 6)           |
| 16 novembre 1983 | Istanbul | Turquie - Autriche | 3-1   | Éliminatoires du Championnat d'Europe 1984 (Groupe 6)           |
| 2 novembre 1988  | Vienne   | Autriche - Turquie | 3-2   | Éliminatoires de la Coupe du monde 1990 (zone Europe - Gr. 3)   |
| 25 octobre 1989  | Istanbul | Turquie - Autriche | 3-0   | Éliminatoires de la Coupe du monde 1990 (zone Europe - Gr. 3)   |
| 10 novembre 2001 | Vienne   | Autriche - Turquie | 0-1   | Éliminatoires de la Coupe du monde 2002 (zone Europe - barrage) |
| 14 novembre 2001 | Istanbul | Turquie - Autriche | 5-0   | Éliminatoires de la Coupe du monde 2002 (zone Europe - barrage) |
| 19 novembre 2008 | Vienne   | Autriche - Turquie | 2-4   | Match amical                                                    |
| 29 mars 2011     | Istanbul | Turquie - Autriche | 2-0   | Éliminatoires du Championnat d'Europe 2012 (Groupe A)           |
| 6 septembre 2011 | Vienne   | Autriche - Turquie | 0-0   | Éliminatoires du Championnat d'Europe 2012 (Groupe A)           |
| 15 août 2012     | Vienne   | Autriche - Turquie | 2-0   | Match amical                                                    |
| 26 mars 2024     | Vienne   | Autriche - Turquie | 6-1   | Match amical                                                    |
| 02 Juil 2024     | Leipzig  | Autriche - Turquie | 1-2   | Championnat d'Europe de football 2024 (Huitièmes de finale)     |

Bilan
- Total de matchs disputés : 17
- Victoires de l'équipe d'Autriche : 9
- Matchs nuls : 1
- Victoires de l'équipe de Turquie : 7
- Total de buts marqués par l'équipe d'Autriche : 24
- Total de buts marqués par l'équipe de Turquie : 22

## U

### Ukraine
Confrontations entre l'équipe d'Ukraine de football et l'équipe d'Autriche de football :
| Date         | Lieu     | Match              | Score | Compétition |
| 21 Juin 2021 | Bucarest | Ukraine - Autriche | 0-1   | Euro 2021   |

Bilan
- Total de matchs disputés : 1
- Victoires de l'équipe d'Autriche : 1
- Matchs nuls : 0
- Victoires de l'équipe d'Ukraine : 0
- Total de buts marqués par l'équipe d'Autriche : 1
- Total de buts marqués par l'équipe d'Ukraine : 0

### Uruguay
Confrontations entre l'équipe d'Uruguay de football et l'équipe d'Autriche de football :
| Date           | Lieu       | Match              | Score | Compétition                                  |
| 3 juillet 1954 | Zurich     | Autriche - Uruguay | 3-1   | Coupe du monde 1954 (Match pour la 3e place) |
| 14 mai 1964    | Vienne     | Autriche - Uruguay | 0-2   | Match amical                                 |
| 5 mars 2014    | Klagenfurt | Autriche - Uruguay | 1-1   | Match amical                                 |

Bilan
- Total de matchs disputés : 3
- Victoires de l'équipe d'Autriche : 1
- Matchs nuls : 1
- Victoires de l'équipe d'Uruguay : 1
- Total de buts marqués par l'équipe d'Autriche : 4
- Total de buts marqués par l'équipe d'Uruguay : 4

## V

### Venezuela
Confrontations entre l'équipe du Venezuela de football et l'équipe d'Autriche de football :
| Date             | Lieu | Match                | Score | Compétition  |
| 6 septembre 2006 | Bâle | Autriche - Venezuela | 0-1   | Match amical |

Bilan
- Total de matchs disputés : 1
- Victoires de l'équipe d'Autriche : 0
- Matchs nuls : 0
- Victoires de l'équipe du Venezuela : 1
- Total de buts marqués par l'équipe d'Autriche : 0
- Total de buts marqués par l'équipe du Venezuela : 1